# Civilización micénica

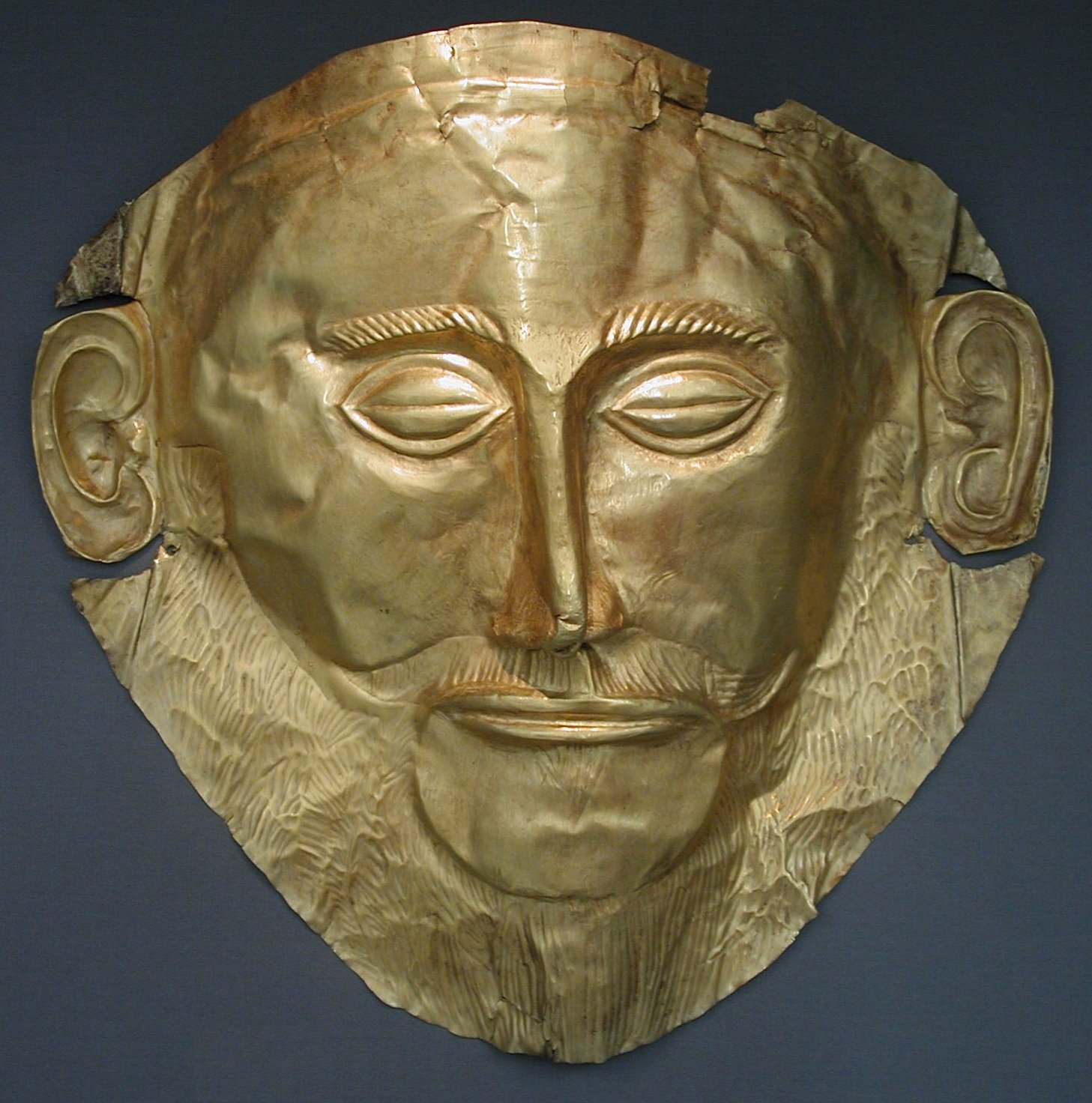
Máscara micénica realizada en una lámina dorada, llamada «máscara de Agamenón», Museo Arqueológico Nacional de Atenas.

La civilización micénica se desarrolló en el período del Heládico reciente, es decir, la última parte de la Edad del Bronce, entre 1700-1050 a. C. aproximadamente. Representa la primera civilización avanzada de la Grecia continental con sus estados palaciales, organización urbana, obras de arte y sistema de escritura. Entre los centros de poder que surgieron en su seno destacaron Micenas —que da nombre a toda esta civilización— Pilos, Tirinto y Midea en el Peloponeso; Orcómeno, Tebas y Atenas en la Grecia Central, Yolco en Tesalia y Cnosos en Creta. En otros lugares del Mediterráneo también han aparecido algunos asentamientos que tuvieron fuertes vínculos con los micénicos.
La Grecia micénica estuvo dominada por una élite social guerrera y consistía en una red de estados palaciales dirigidos por reyes que desarrollaron unos rígidos sistemas jerárquicos, políticos, sociales y económicos. Los micénicos introdujeron diversas innovaciones en los campos de la ingeniería, la arquitectura y la infraestructura militar. Su sistema de escritura silabario, el Lineal B, ofrece los primeros registros escritos del griego antiguo, mientras que la religión micénica ya incluía varias divinidades que luego formarían parte de los dioses olímpicos. 
El mundo micénico pereció durante el colapso de la Edad del Bronce Final en el Mediterráneo oriental para ser relevado por la llamada Edad Oscura griega, un período de transición del que poco se conoce y que daría paso a la Época arcaica, en la que ocurrieron giros significantes desde formas de organización socioeconómicas centralizadas en los palacios a descentralizadas y se introdujo el trabajo extensivo del hierro. Sobre el final de esta civilización se han propuesto varias teorías, entre ellas la de la invasión dórica o actividades conectadas con los Pueblos del mar. También se han defendido explicaciones como desastres naturales o cambios climáticos. El período micénico se convirtió en escenario histórico de gran parte de la literatura y la mitología griegas.

## Historia del descubrimiento
Esta civilización fue descubierta a finales del siglo XIX por Heinrich Schliemann, quien hizo excavaciones en Micenas (1874) y Tirinto (1886). Habrá que esperar a los estudios de Arthur Evans, de comienzos del siglo XX, para que el mundo micénico adquiera una autonomía propia con respecto a la civilización minoica, que la precede cronológicamente. Por otra parte, el yacimiento arqueológico de la antigua Pilos, bautizado como «palacio de Néstor», fue localizado en 1939 por Konstantinos Kourouniotis y excavado por un equipo dirigido por Carl William Blegen.

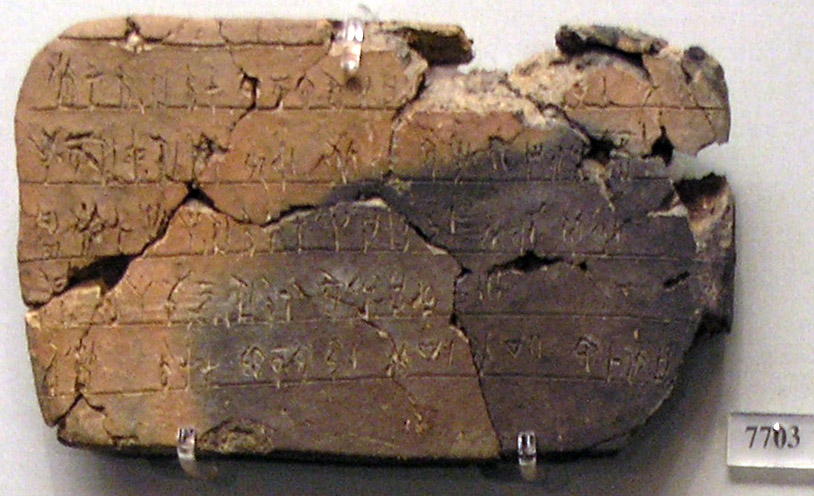
Tablilla inscrita en lineal B, Museo Arqueológico Nacional de Atenas.

En las excavaciones de Cnosos (Creta), Evans descubrió miles de tablillas de arcilla, cocidas accidentalmente por incendios del palacio. Bautizó esta escritura como «lineal B», puesto que lo estimó más avanzado que el lineal A. En 1953 se produjo el desciframiento del lineal B ―identificado como un tipo de griego antiguo― por Michael Ventris y John Chadwick.
Sin embargo, las tablillas de lineal B siguen siendo una fuente de información muy escasa. Añadiendo las inscripciones sobre vasos, no representan más que aproximadamente 6000 textos, mientras que se calcula que hay varias centenas de millares de tablillas sumerias y acadias. Además, los textos son cortos y de carácter económico-administrativo: se trata de inventarios y otros documentos contables que no estaban destinados a ser archivados sino que tenían una vigencia de únicamente un año ya que las tablillas de barro que los contenían podían reutilizarse. Sin embargo, tienen la ventaja de mostrar una visión objetiva de su mundo, sin la marca de la propaganda real.

## Cronología
Para la cronología de la Edad del Bronce del área continental griega se utiliza el término Heládico. Dentro de las tres fases en que se divide (Antiguo, Medio y Reciente), la civilización micénica se enmarca dentro del Heládico Reciente —HR para abreviar. Este, a su vez, se divide en HR I, HR II y HR III y cada uno de estos se divide en periodos más breves designados por las letras A, B y C. A veces también se usan los números 1 y 2 para dividir estos últimos periodos. En cuanto a las fechas absolutas a los que corresponden cada una de estas fases, están en constante revisión. Además, puede distinguirse una datación basada en la comparación del material arqueológico micénico —fundamentalmente cerámica— con material de Egipto y del Oriente Próximo, de la datación basada en estudios científicos como el carbono 14. Estos métodos han producido resultados diferentes y por ello se habla de una cronología baja y una cronología alta.
| Periodo                | Cronología alta (fechas absolutas) | Cronología baja (fechas absolutas) |
| Heládico reciente I    | 1700/1675-1635/1600 a. C.          | 1600-1500 a. C.                    |
| Heládico reciente IIA  | 1635/1600-1480/1470 a. C.          | 1500-1440 a. C.                    |
| Heládico reciente IIB  | 1480/1470-1420/1410 a. C.          | 1440-1390 a. C.                    |
| Heládico reciente IIIA | 1420/1410-1330/1315 a. C.          | 1390-1300 a. C.                    |
| Heládico reciente IIIB | 1330/1315-1200/1190 a. C.          | 1300-1190 a. C.                    |
| Heládico reciente IIIC | 1200/1190-1075/1050 a. C.          | 1190-1070 a. C.                    |

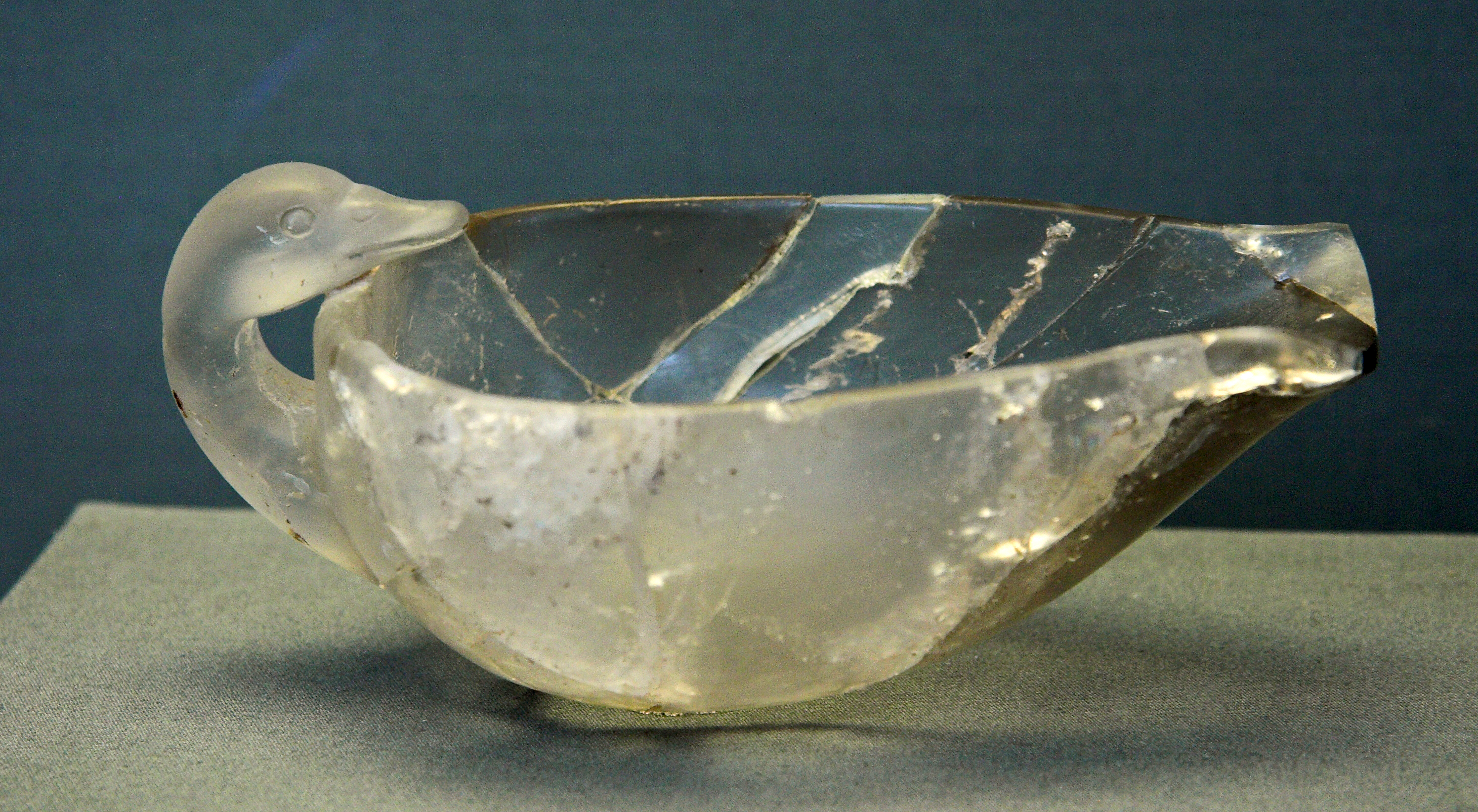
Recipiente de cristal de roca en forma de pato hallado en el Círculo de tumbas B de Micenas. Aunque tiene rasgos egipcios, se cree que probablemente se elaboró en un taller cretense y que pudo formar parte de un intercambio de regalos entre minoicos y micénicos.

Los hallazgos de diferentes necrópolis del Heládico Medio muestran que entre este periodo y el posterior hubo una continuidad cultural. Entre finales del Heládico Medio y principios del Heládico reciente se estima que se produjo la formación de los reinos micénicos. Las tumbas del Círculo B de Micenas se fechan en esta época de transición, en torno a 1650-1550 a. C. Las del Círculo A son algo posteriores (1600-1500 a. C.). En estas necrópolis se han encontrado armas y ricos hallazgos, muchos de ellos importados del exterior, que muestran una élite oligárquica dominante que mantenía fuertes contactos con Creta y con otras áreas del Mediterráneo.
El HR II vio un fuerte incremento del número de poblaciones micénicas en el área continental mientras en Creta, en torno al 1450 a. C., muchos asentamientos minoicos fueron destruidos. De los palacios cretenses antes existentes, solamente fue reconstruido el de Cnosos. Algunos investigadores han supuesto que los micénicos habrían sido los responsables de esas destrucciones y se habrían establecido en la isla, en torno a Cnosos, mientras otros creen que la llegada de los micénicos se habría producido más tarde. También se ha sugerido que la presencia de elementos culturales que combinan características minoicas y micénicas de ese periodo puede ser debida a que la hegemonía micénica en la isla fue apoyada de alguna manera por un sector de la población minoica. No obstante, el palacio de Cnosos sufrió otra destrucción en torno al 1350 a. C.
Durante el HR III la civilización micénica siguió expandiéndose. En este periodo se edificaron grandes palacios y fortificaciones. Además de Creta, otras islas del mar Egeo (como Cos, Cálimnos y Rodas) muestran yacimientos micénicos e incluso se establecieron en colonias en otros lugares más alejados, dentro del Mediterráneo.
Los principales tholoi de Micenas se enmarcan entre el HR IIA y en HR IIIA2. Son muestras de la considerable riqueza monumental que los reyes micénicos han acumulado. Este periodo constituye el apogeo de la civilización micénica.
Con respecto a las destrucciones, la mayoría de las de la zona continental griega se dio a finales del HR IIIB2. Puesto que están asociados al fuego producido en ellas, la mayor parte de los textos de lineal B pertenecen al HR IIIB2 —que corresponde aproximadamente a 1200 a. C.— pero algunos son más antiguos, en particular una parte del archivo de Cnosos, que es del periodo de transición entre el HRII y el HR III.
El periodo HR IIIC corresponde al momento final de la civilización micénica, tras la destrucción de los palacios del área continental griega. Se aprecia, en general, una disminución del número de asentamientos en este periodo.

## Origen de los micénicos

Mapa del Mediterráneo oriental y Oriente Medio con los reinos más destacados en el momento del apogeo de la civilización micénica.

La civilización micénica forma parte de la civilización egea o, en plural, civilizaciones egeas, que son denominaciones historiográficas para la designación de un grupo de civilizaciones prehelénicas (es decir, anteriores a la civilización griega) que se desarrollaron en la protohistoria en el espacio en torno al mar Egeo. Además de la micénica, están las civilizaciones cicládica (en torno a las islas Cícladas), y la minoica (isla de Creta). También se ha especulado con una cuarta civilización, la luvita.
Tras la traducción de las tablillas en lineal B, se descubrió que aquellos que se llaman impropiamente «micénicos» son en realidad griegos. No obstante, estos griegos no estuvieron siempre en territorio de Grecia, sino que fueron uno de los pueblos indoeuropeos que eran seminómadas, trajeron el carro y el caballo y migraron, en torno a los años 2100-1900 a. C., desde un área indeterminada que algunas teorías sitúan en territorios al norte de los mares Negro y Caspio. Se mezclaron con la población que ya vivía en ese territorio, a los que se han denominado pelasgos.
Ninguna fuente escrita que provenga de un yacimiento micénico indica cómo se llamaba este pueblo a sí mismo (su autoetnónimo). Se ha tratado de identificar cómo nombran a los micénicos las fuentes de otros imperios de la Edad del Bronce. En este sentido se piensa que la mención de Ahhiyawa de las fuentes hititas y el topónimo Tanayu que aparece en fuentes egipcias, designaban a la Grecia micénica o, al menos, una parte de la misma. Estos nombres se han relacionado, respectivamente, con los términos aqueos y dánaos de los poemas homéricos.

### Estudios científicos
Entre las conclusiones de un estudio genético de 2017 dirigido, entre otros, por Iosif Lazaridis, se dio que los micénicos y los minoicos estaban emparentados y que ambas civilizaciones descendían de gentes que ya estaban en Grecia o que procedían del suroeste de Anatolia o del este del Cáucaso. Como diferencia principal, los micénicos tenían un porcentaje de ADN de ancestros que procedían del norte (Europa oriental o Siberia).
Otro estudio de genomas publicado en 2021 llevado a cabo por Olga Dolgova, entre otros, muestra que las poblaciones de las Cícladas, de Creta y del área continental griega eran genéticamente similares en la Edad del Bronce antiguo y principalmente tenían ascendientes del neolítico Egeo, pero en la Edad del Bronce Medio se observan cambios en los habitantes de la zona del norte continental griega, que tenían aproximadamente un 50 % de ascendientes procedentes de una amplia región en torno al mar Negro y al mar Caspio.

## La lengua micénica
La lengua hablada en esta civilización era un dialecto del griego que se ha designado convencionalmente como «micénico» y es el que recogen los textos de las tablillas de lineal B que se han conservado. Se trata de un dialecto que es bastante homogéneo en todos los centros en los que se han hallado testimonios, aunque se han encontrado algunas diferencias en la morfología derivacional y en el léxico, incluso dentro de un mismo centro. Algunas de estas variaciones se atribuyen a que habría diferencias entre el micénico hablado de manera corriente y el micénico más formal propio de la administración de los palacios. 
Por otra parte, las características lingüísticas del micénico lo relacionan con los grupos dialectales jónico-ático y arcado-chipriota, pero no se cree que fuera antecesor directo de ninguno de los dos, sino que únicamente comparte ciertos rasgos con estos.

## Organización política

### La geografía micénica

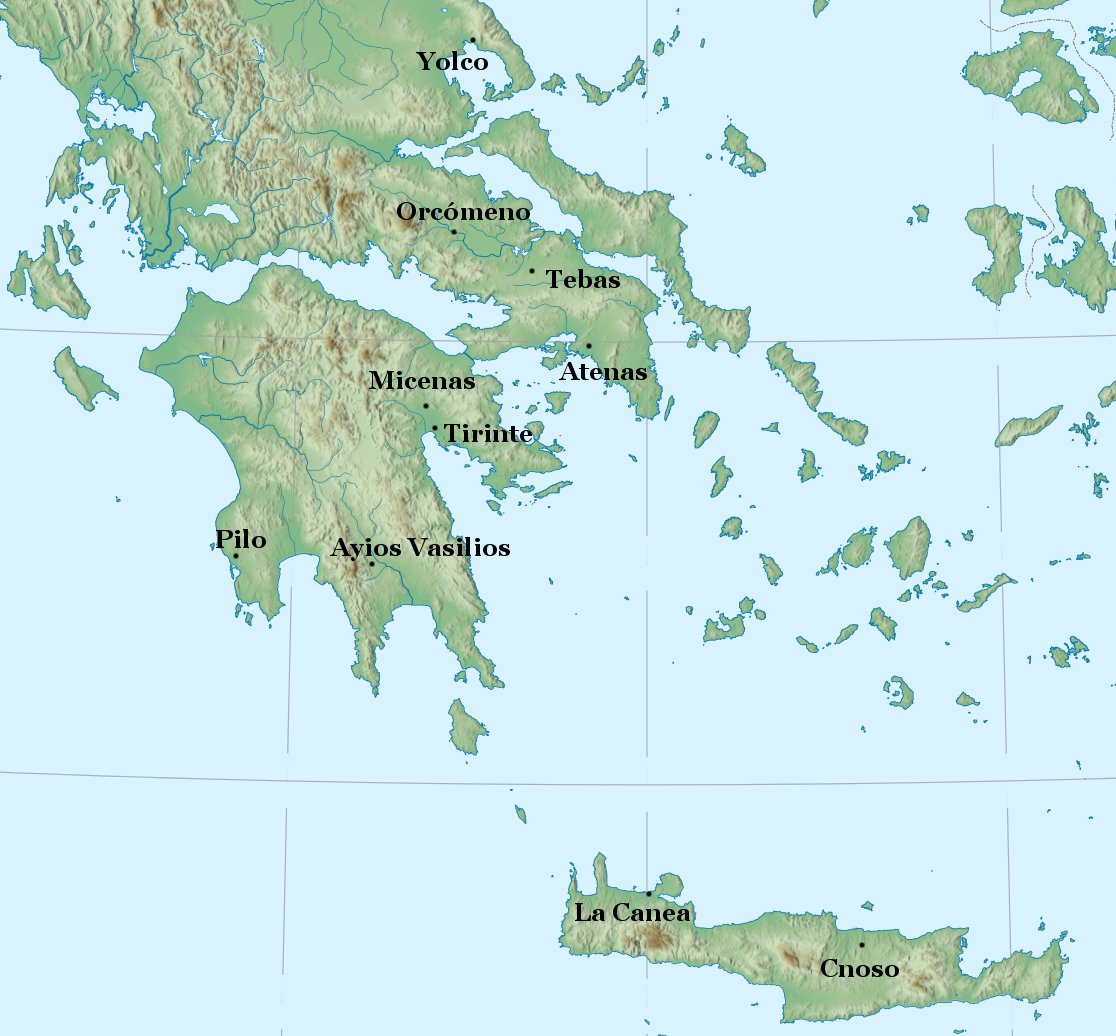
Situación de los centros palaciales de la civilización micénica.

La organización política general del mundo micénico no se conoce con seguridad. Pese a ello, se estima que los asentamientos en los que la arqueología ha hallado archivos de cierta importancia en lineal B eran destacados centros de poder. Es el caso de Pilos, Cnosos, Micenas, Tebas y Ayios Vasilios —esta última en Laconia, cerca de la posterior Esparta. En el caso concreto de la llanura argiva, debido a los importantes restos arqueológicos, se ha sugerido que habría tenido un sistema complejo en el que Micenas tendría el control total de ese territorio, el palacio de Tirinto controlaría el puerto, y otros dos centros fortificados destacados, Midea y Argos, tendrían la función de controlar la conexiones terrestres entre ambas. Por otra parte, en Orcómeno no se han hallado documentos en lineal B pero dicho asentamiento debió repartirse con Tebas la región de Beocia: Orcómeno controlaría la parte septentrional e incluiría el lago Copaide y la fortificación de Gla, mientras a Tebas pertenecería la zona meridional de Beocia y al menos la zonal central de Eubea. Es posible que en Creta hubiera otros centros administrativos, además de Cnosos, como La Canea, en la zona occidental. Los restos arqueológicos tales como tumbas y sellos también confirman la existencia de asentamientos micénicos en el Ática, Fócide, islas Jónicas, Etolia, Acarnania, Tesalia y Eubea, además de otras zonas del Peloponeso no citadas anteriormente. Fuera de los límites de estas áreas geográficas, posiblemente los micénicos tuvieran algunas colonias comerciales en Anatolia, Sicilia, la península itálica y Epiro.
La mención de un «rey de los ahhiyawa» en las fuentes hititas ha sido comparada con el «rey de los aqueos». Pero nada prueba que los ahhiyawa sean los aqueos (aunque parezca la solución más lógica) y la localización de su reino continúa discutida: Asia Menor, Rodas, Tracia, Grecia continental... En todo caso, tampoco está claro si la Grecia micénica era una confederación de estados dominados por un rey, o si estos estados funcionaban como reinos de manera independiente.

### Los estados de Pilos y Cnosos
A una escala más reducida, existe información a través de las fuentes en lineal B sobre la organización interna de los reinos mejor conocidos: Pilos y Cnosos. Pero tampoco ahí existen muchas certezas.
Estos estados estaban dirigidos por un rey, el wa-na-ka (ϝάναξ / wánax) que, además de estar en lo más alto del poder político, probablemente también ostentaba la jefatura militar. Hay autores que han defendido que en el ámbito religioso el wa-na-ka también habría tenido un importante papel como sumo sacerdote o incluso podría haber estado revestido de un carácter divino.
El wa-na-ka está secundado por el ra-wa-ke-ta, cuyas funciones son objeto de debate, pero en todo caso se trataba de un personaje poderoso. Ambos poseen un dominio territorial propio, el te-me-no (τέμενος / témenos).
Además de los miembros de la corte, otros dignatarios están a cargo de la administración local del territorio. El reino de Pilos está dividido en dos grandes provincias, la de-we-ro-a3-ko-ra-i-ja., la provincia próxima, alrededor de Pilos, y la pe-ra3-ko-ra-i-ja, la provincia lejana, cuya posible capital sería la ciudad de re-u-ko-to-ro. El reino se subdivide además en dieciséis distritos, que a su vez están formados por una serie de pueblos o municipios. Para dirigir los distritos, el rey nombra a un ko-re-te (koreter, «gobernador») y un po-ro-ko-re-te (prokoreter, «subgobernador»). Un da-mo-ko-ro (damokoros, «aquel que se ocupa del damos »), se ocupa de los pueblos o municipios, los da-mo (literalmente «pueblos», comparar con δῆμος / dễmos), y un qa-si-re-u (palabra directamente predecesora de βασιλεύς / basileús) ejerce igualmente un cargo a nivel local, mal conocido — parece dirigir un grupo de broncistas, pero algunos creen que sus funciones eran más amplias. Resulta interesante observar que en los poemas homéricos el basileus será el rey.

## Sociedad

Fresco de época micénica hallado en Tirinto donde una dama participa en una ofrenda religiosa.

La sociedad micénica parece estar dividida en dos grupos de hombres libres: el entorno del palacio y el pueblo. Este último se refleja en los textos con el término «da-mo», que sería una entidad administrativa local que está esencialmente vinculada a tareas agrícolas y que debe pagar impuestos. Pero dentro del «da-mo» también se podría distinguir una élite que estaría formada por personas que tendrían algún cargo relacionado con la gestión de las tierras, y el resto, que en todo caso serían titulares de pequeños terrenos.
Ligados al palacio se encontraban los «e-qe-ta», cuyo nombre significa «seguidores» y cuyas posesiones indican que tenían un nivel social elevado. Es posible que ostentaran funciones militares y quizá también religiosas. Otros dignatarios son los te-re-ta (telestai), que aparecen en los textos como propietarios de tierras que tenían algún tipo de obligación con el estado. Dentro de este sector de la sociedad de alto nivel también se puede incluir a la serie de funcionarios encargados de la gestión de los diferentes distritos de cada reino.
Con respecto a las mujeres, en los textos en lineal B aparecen a menudo como trabajadoras textiles. Por otra parte, en algunos documentos se mencionan categorías de mujeres ligadas al ámbito religioso («e-ri-ta» y «ka-pa-ti-ja») que debían estar en la parte superior de la escala social ya que, al menos en los textos de Pilos, poseían tierras y esclavos.
En lo más bajo de la escala social se encuentran los esclavos, «do-e-ro» (masculino) y «do-e-ra» (femenino) (compárese con el griego δούλος / doúlos), aunque algunos figuran como titulares de tierras, lo que sugiere que podrían haber sido reducidos a la esclavitud por no haber pagado sus deudas. A veces estos esclavos están vinculados a santuarios, a dioses concretos, a la ganadería, a la industria textil o a la producción de bronce.

## Economía
La organización económica de los reinos micénicos conocida por los textos de lineal B es limitada, dado que estos conservan solo registros de los intereses de los palacios. Los escribas anotan las entradas y salidas de productos tanto agrícolas como artesanales, el reparto de tareas de producción y la distribución de las raciones de los equipos de trabajo dependientes de los palacios. Lo que se conoce a través de los documentos de las actividades de la población que no dependía del palacio es solo referente a cargas fiscales.

### Agricultura
Aunque la cuestión de la posesión de las tierras cultivables presenta muchas dudas, se estima que la mayor parte de ellas probablemente pertenecían al da-mo, es decir, la comunidad. No está claro si los santuarios participaban de la posesión de parte de estas tierras y es posible que el palacio también tuviera intereses en ellas, ya que aparecen registradas en sus archivos. Además, otra parte de ellas pertenecía directamente al wa-ka-na y al ra-wa-ge-ta, como se ha visto más arriba. Las tierras podían ser cultivadas por sus titulares o bien eran arrendadas, lo que se conocía como o-na-to, aunque también existía otro tipo de tenencia de tierras denominada e-to-ni-jo, que debía ser más beneficiosa que tenerla en arrendamiento.
La producción agraria de estos reinos sigue la tradicional «tríada mediterránea»: cereales, olivos y viña. Los cereales cultivados son el trigo y la cebada. También hay plantaciones de olivos para la producción de aceite, que no se emplea necesariamente en la alimentación, sino para los cuidados corporales y los perfumes. Con la vid se obtienen diversos vinos. Además se cultiva el lino para la vestimenta, el sésamo para el aceite y árboles como la higuera o el terebinto. Otros productos documentados son la juncia, el cilantro, el cártamo y el azafrán. Por otra parte, las legumbres no están presentes en textos de lineal B pero los hallazgos arqueológicos indican que era otro de los alimentos comunes de los micénicos.

### Ganadería, caza y pesca
Las informaciones proporcionadas por los textos de lineal B, sobre todo los de Cnosos, indican que el ganado más importante era el ovino, que proporcionaba una producción abundante de lana, además de carne y leche. 
También se criaban cabras, vacas, bueyes y cerdos. Las vacas y los bueyes, además de los productos alimenticios y pieles que proporcionaban, servían para labores del campo y se empleaban a menudo en sacrificios religiosos. Los cerdos y las cabras también eran destinados a veces a este tipo de sacrificios. Los caballos y los burros se dedican a labores del campo y a tirar de los carros de guerra. También está documentada la producción de miel.
La caza era una actividad que estaba muy presente en la sociedad micénica. Abundan las representaciones de esta práctica en elementos decorativos de algunas armas, estelas funerarias, cerámica y otros ejemplos del arte de la época, mientras en los textos está documentada la caza de venados, cabras salvajes y jabalís. Por otra parte, la pesca no está reflejada en los documentos de lineal B pero sí debía ser importante, como muestran algunas representaciones artísticas y los hallazgos arqueológicos de artes de pesca.

### Industria

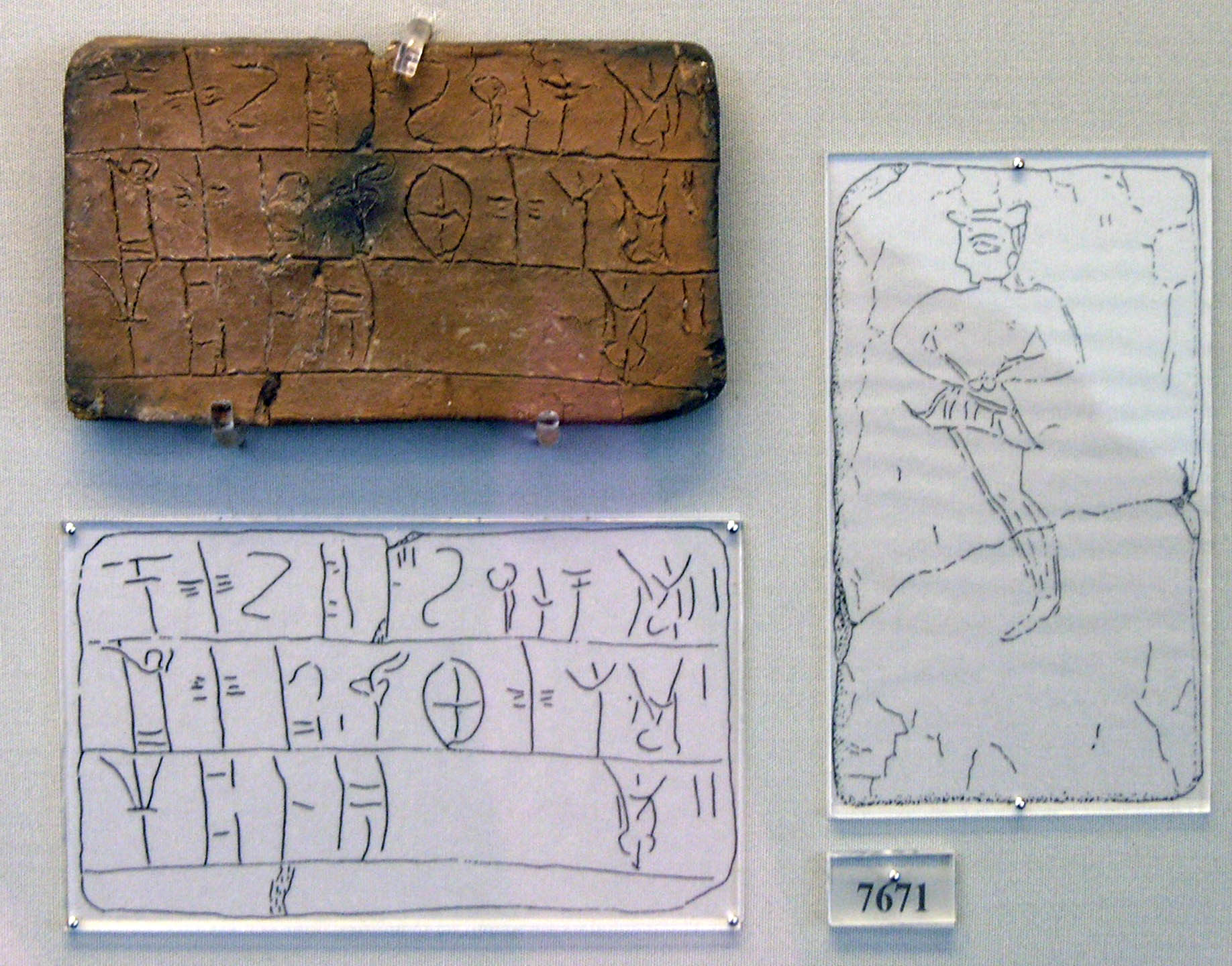
Tablilla micénica que trata de un pedido de lana, Museo Nacional de Arqueología de Atenas.

La industria textil era uno de los principales sectores de la economía micénica. Se trabajaba la lana y el lino. Mientras en Creta está atestiguada una gran cantidad de ganado ovino que producía una importante cantidad de lana, en Pilos era más importante el trabajo del lino. Las tablillas permiten seguir toda la cadena de producción. Un ideograma representa un telar vertical que se cree que pudo ser una innovación de los micénicos. La tinción tenía lugar antes del hilado. Aparecen registrados al menos seis tipos de paños, una veintena de oficios textiles y un gran número de trabajadores, lo que indica un alto grado de especialización.
Con respecto al área metalúrgica, se trabajaban al menos cinco metales: oro, plata, cobre, estaño y plomo. El cobre y el estaño se utilizaban para la formación del bronce. Las fuentes escritas registran grupos de broncistas a los que se les distribuía el metal para que realizaran sus trabajos. Se ha calculado que en Pilos se empleaba a 400 obreros en estos menesteres. Con el bronce se producían recipientes, herramientas y armas. Además de la confección de objetos de orfebrería, se atestigua el uso del oro en ornamentos que decoraban los muebles.
La industria de la perfumería también está atestiguada. Las tablillas describen la fabricación de aceites perfumados: con olor a rosa, a salvia, etc. Asimismo, los textos atestiguan la producción de cuero, muebles, pasta de vidrio, ruedas y carros de guerra.
Otras áreas industriales o artesanales se conocen más por la arqueología que por los testimonios epigráficos, como pueden ser el trabajo del marfil, el tallado de piedras preciosas o semipreciosas y la alfarería. Esta última actividad era la principal fuente de productos de exportación.

### Comercio

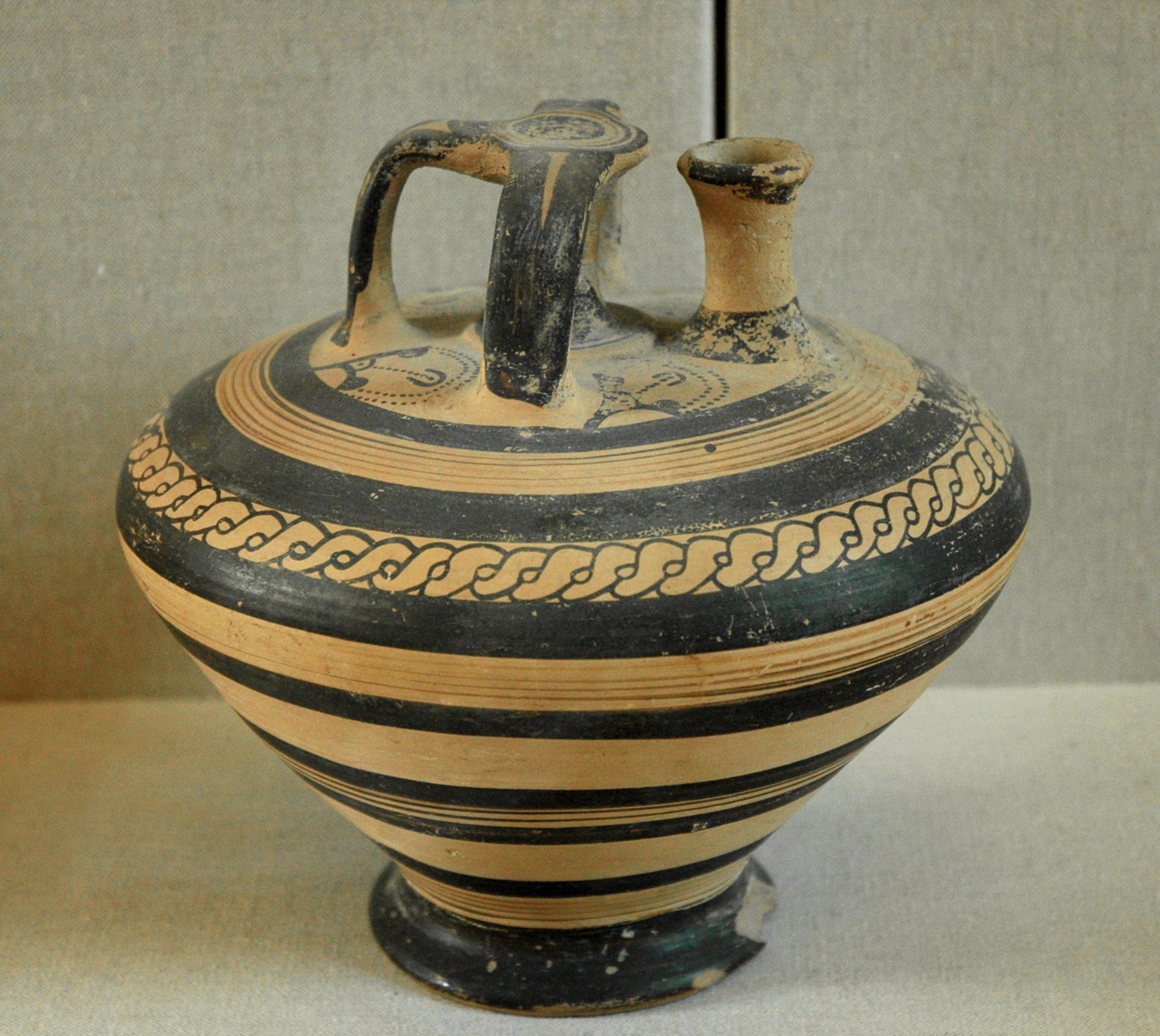
Jarrón micénico exportado a Ugarit, siglos al, Museo del Louvre

Las fuentes escritas proporcionan muy escasos datos sobre el comercio micénico. En ellas solo se ha conservado un testimonio directo de un envío de telas desde Micenas a Tebas. Aun así, se estima que el comercio interior entre los diferentes reinos micénicos debía ser una actividad habitual mediante la que los estados equilibraban sus respectivos excedentes y necesidades. La arqueología ha proporcionado un ejemplo en el hallazgo de jarras en Tebas, Eleusis, Micenas y Tirinto cuya procedencia era la Creta occidental.
En cuanto al comercio internacional, dado que los micénicos dominaban el arte de la navegación y la construcción de barcos, es posible que navegaran grandes distancias con fines comerciales. Se sabe que los minoicos habían mantenido relaciones comerciales con el Antiguo Egipto y se ha sugerido que estas relaciones se habrían retomado cuando los micénicos pasaron a controlar la isla de Creta tras la caída de la civilización minoica. No obstante, hay historiadores que defienden que su comercio exterior era parte importante de su economía pero otros creen que se trataría principalmente de una especie de intercambio de regalos y que los micénicos no tuvieron un papel importante en el comercio exterior, que estaría controlado principalmente por chipriotas.
El seguimiento de algunos de los productos micénicos de exportación se puede hacer a través de la arqueología. Entre estos destacan especialmente los restos de cerámica micénica, que contenía productos como vino, perfume y aceite, aunque la propia cerámica, que a menudo aparece con una destacada decoración, era considerada como un producto de lujo. Numerosas ánforas han sido encontradas en el mar Egeo, Anatolia, Levante, Egipto, pero también el oeste de Sicilia. Se admite también que los mercaderes micénicos pudieron hacer de intermediarios con respecto a algunos productos comerciales como cuentas de pasta de vidrio utilizada para collares que se han hallado en otras áreas del Mediterráneo occidental más alejadas, hasta la península ibérica, así como en zonas de Europa Central y de Gran Bretaña. Al margen de estos hallazgos arqueológicos, se acepta que la industria textil micénica estaba destinada en buena medida a la exportación.
Se estima que, de los productos necesarios para elaborar el bronce, el cobre debió ser importado por los micénicos desde Chipre y el estaño desde Anatolia o el Levante mediterráneo. Otros productos de importación fueron bienes de lujo como oro, quizá de Egipto, ámbar del Báltico y marfil de Siria, además de algunas maderas nobles procedentes de África y alumbre, usado para teñir pieles y fijar colores en telas.
De forma general, la circulación de bienes micénicos se puede trazar gracias a los «nódulos». Se trata de pequeños prismas de arcilla, habitualmente de tres caras. Una de ellas tenía un logograma que indicaba el tipo de objeto y en las otras caras a veces se añadían otras informaciones, como el tipo de contribución que se paga mediante él, el origen o el destino. Tenían un agujero por donde se pasaba un cordón que servía para atar el nódulo al objeto. 56 nódulos, que han sido encontrados en Tebas en 1982, llevan ideogramas que representan animales de ganado. Gracias a ellos se ha podido reconstruir el itinerario de los animales: venidos de toda Beocia y Eubea, son llevados a Tebas para ser sacrificados. Los nódulos servían para probar que no se trataba de animales robados y para demostrar su origen. Una vez que los animales llegan a su destino los nódulos son comprobados y recogidos para realizar una tablilla contable. Los nódulos son usados para todo tipo de objetos y explican la rigurosidad de la contabilidad micénica: el escriba no tiene que contar él mismo los objetos, se basa en los nódulos para realizar sus tablillas.

## Religión

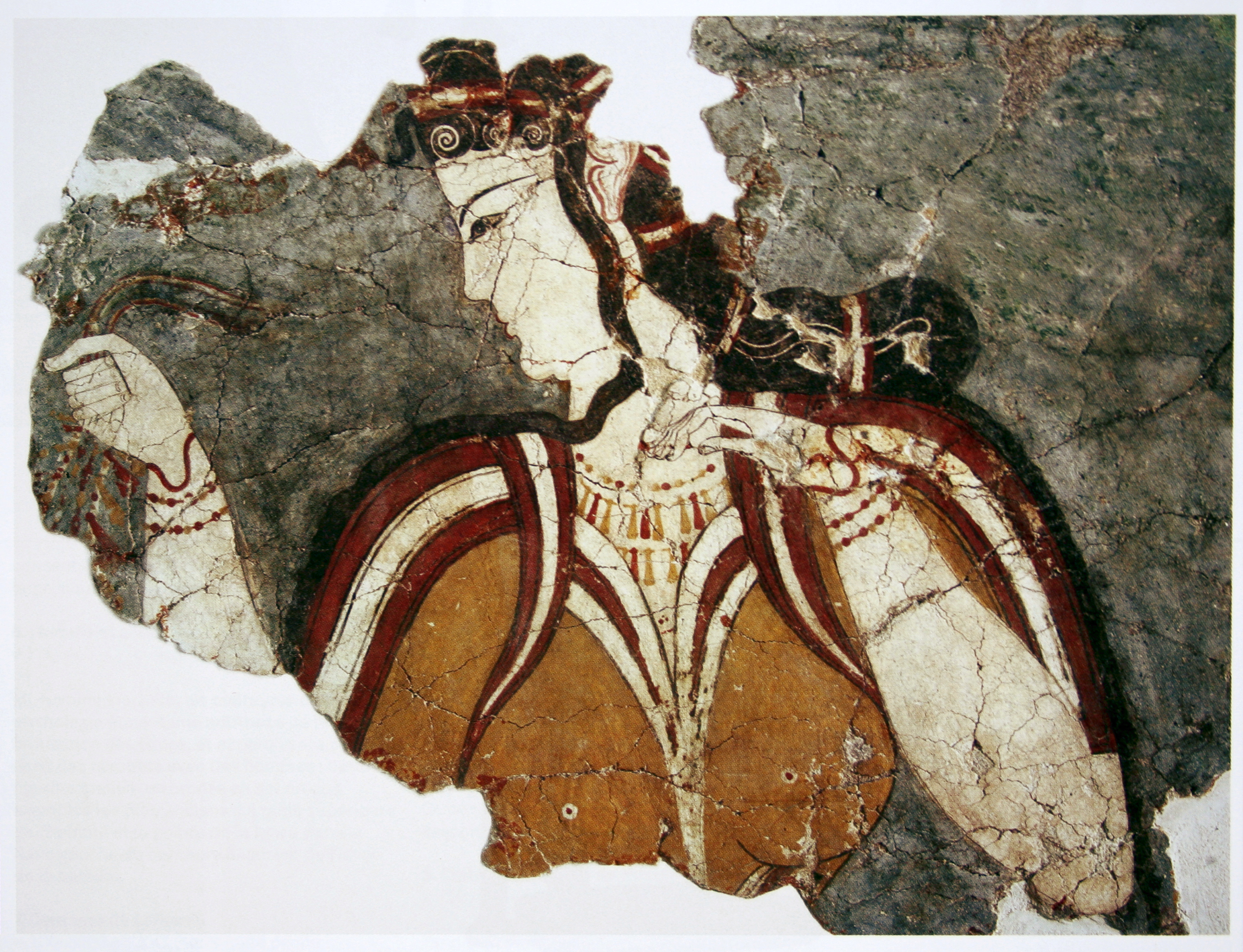
«Dama de Micenas», fresco del procedente de la «casa del sumo sacerdote» de Micenas que probablemente representa una diosa, Museo Arqueológico Nacional de Atenas.

El hecho religioso es bastante difícil de identificar en la civilización micénica, en particular cuando se trata de yacimientos arqueológicos, donde resulta complicado identificar con seguridad un lugar de culto. En cuanto a los textos, hay listas de ofrendas que dan los nombres de los dioses, de algunos santuarios y de algunas festividades.

### Divinidades
El panteón micénico ya muestra numerosas divinidades que se encuentran más tarde en la Grecia clásica. Poseidón parece ocupar un lugar privilegiado, sobre todo en los textos de Pilos. En esta época se trata probablemente de una divinidad ctónica, asociada a los terremotos. También se encuentran una serie de «Damas» (Potnia), asociadas a los lugares de culto, como una «Dama del Laberinto» en Creta —que recuerda el mito del laberinto minoico, al igual que la presencia de un dios llamado Dédalo. Zeus aparece bajo las formas Di-we (en dativo) o Di-wo (en genitivo). También se encuentra una divinidad llamada con un nombre que se correlaciona con el de Zeus: Di-u-ja. Otras divinidades identificadas que se encuentran durante épocas posteriores son Hera, Ares, Hermes, Atenea, Artemisa, Dioniso, Erinia, etc. Otros nombres de divinidades en cambio no tienen, aparentemente, relación con los dioses clásicos.

### Lugares de culto
Ningún gran templo de época micénica ha podido ser identificado. Entre los espacios de culto, se estima que la sala del trono de los palacios debían desarrollarse rituales religiosos. Además otros edificios encontrados en las ciudadelas deben haber servido de lugar de culto. Es el caso del denominado «Centro de culto de Micenas» y de otros santuarios como los encontrados en Tirinto, Agia Irini (isla de Ceos) y Filacopí (isla de Melos). Otros edificios cuyos hallazgos de estatuillas de culto y bancos permiten identificarlos como santuarios estaban en lugares más aislados. Algunos de los lugares de culto de esta época fueron después importantes centros religiosos de la Grecia clásica, como Epidauro, Eleusis o el monte Liceo. Hay autores que han sugerido que en fuentes, cuevas o en otros lugares donde han aparecido depósitos de gran número de estatuillas se debía practicar un tipo de culto popular, frente al oficial. De este tipo de culto se han hallado ejemplos en Delfos y Ayios Vasilios.

### Rituales
En los textos está atestiguada la presencia tanto de sacerdotes como de sacerdotisas y la realización de sacrificios de animales en honor a las divinidades. Posiblemente parte del animal sacrificado fuera ofrecido a los dioses y luego la carne comestible sería consumida en grandes banquetes.
Otros rituales que debían ser importantes en el culto eran las libaciones, así como las ofrendas de vestidos debidamente perfumados, de vasos lujosos e incluso de personas. También se realizaban procesiones en las que los participantes transportaban diferentes objetos relacionados con la preparación de una fiesta o la imagen de una divinidad. Por otra parte, también debían participar en algún tipo de ritual personas que portaban máscaras de animales.

## Prácticas funerarias

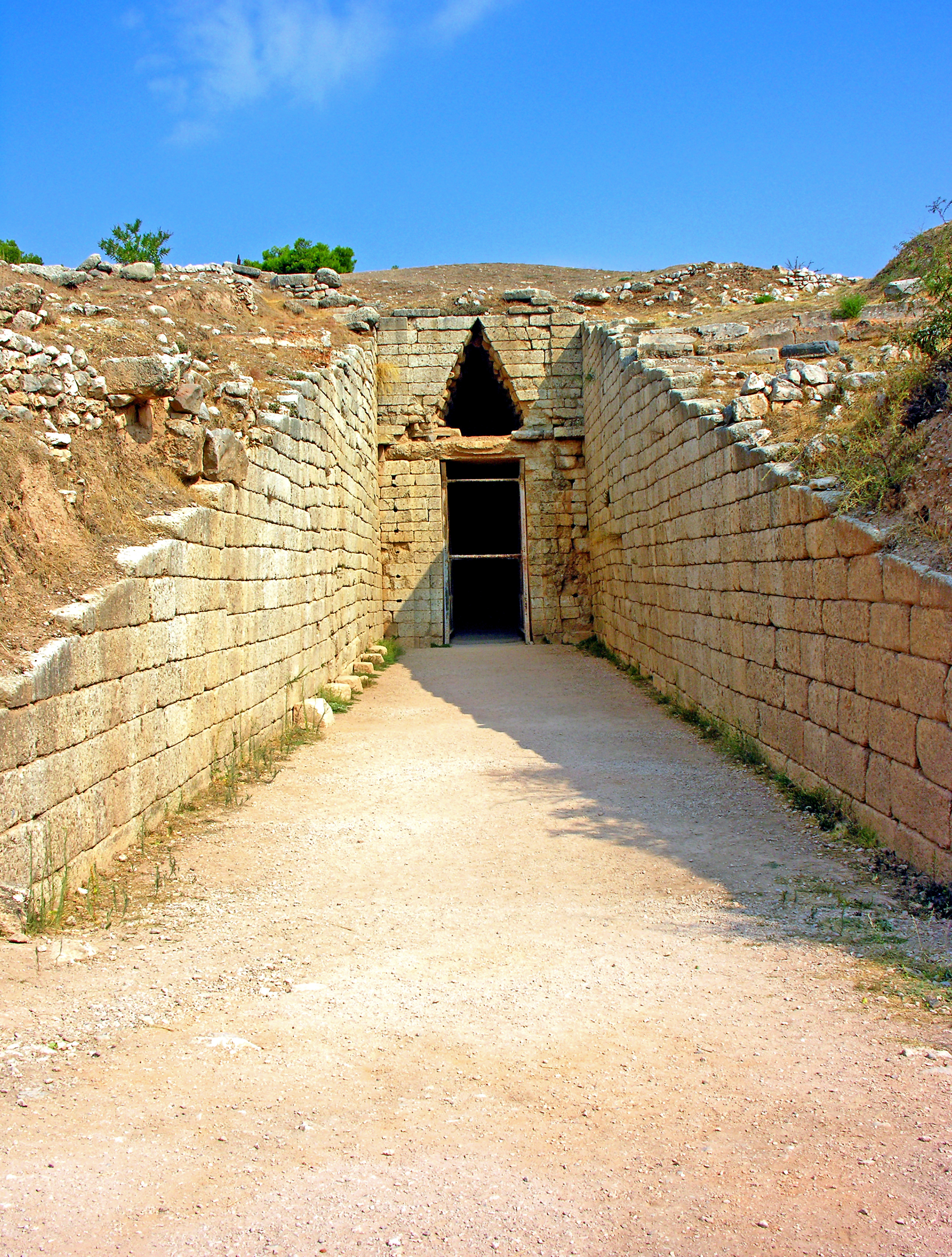
Entrada a la «Tumba de Clitemnestra» en Micenas.

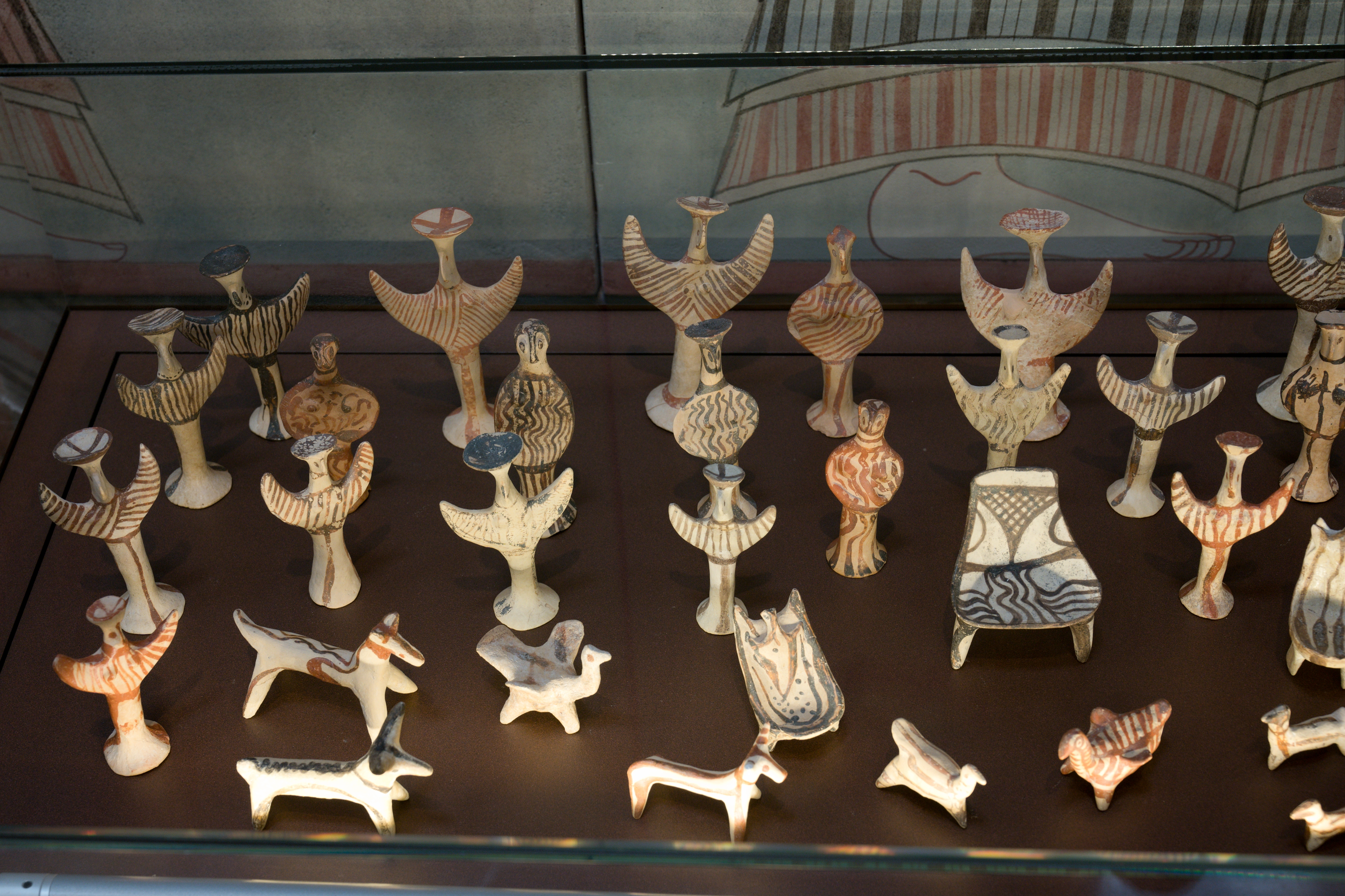
Figurillas micénicas que se depositaron como ajuar funerario, expuestas en el Museo Arqueológico de Tebas.

### Tipos de tumbas
La forma de enterramiento más corriente durante el Heládico reciente es la inhumación. Se entierra bajo el suelo mismo de las viviendas o en el exterior de las zonas residenciales, en cementerios, a veces en túmulos. Las tumbas individuales son en forma de cista, con un paramento de piedras. En el HR I aparece mobiliario funerario, que estaba ausente en los periodos anteriores. A principios del Heládico reciente también se nota la presencia de tumbas comunes, de forma rectangular. 
Posteriormente, entre los siglos XV y XIII a. C., destacan dos tipos de tumbas: los tholos, que probablemente derivan de los túmulos; y las tumbas de cámara. Los tholos son edificios de piedra que están coronados por una bóveda y que se entierran bajo una capa de arena y piedras que producen una capa de barro que la protege. Los tumbas de cámara son subterráneas y están escarbadas en la roca. Tanto a los tholos como a las tumbas de cámara se accedía por una puerta a la que conducía un pasillo llamado dromos.
Las tumbas más impresionantes se han encontrado en Micenas: a la época micénica más antigua pertenecen dos conjuntos de tumbas de fosa conocidos como «Círculo de tumbas A» y «Círculo de tumbas B» en los que se han encontrado ricos ajuares funerarios y donde se ha advertido la presencia de muchos objetos procedentes de Creta o bien directamente influidos por la cultura minoica. También en Micenas, con forma de tholos, destacan el «Tesoro de Atreo» —se trata del más monumental de los tholos micénicos aunque se desconocen tanto los enterramientos que contenía como su ajuar funerario, dado que fue saqueado en la Antigüedad— la «Tumba de Clitemnestra» y la «Tumba de los genios». En Orcómeno destaca el tholos llamado «Tesoro de Minias»; en Tebas está la denominada «Tumba de los hijos de Edipo», que es la mayor tumba de cámara conocida y en Pilos se encuentra una importante tumba de fosa conocida como «Tumba del guerrero del grifo».
Tras la destrucción de los palacios, en el HR III C, se advierte un cambio en los tipos de tumbas, puesto que pasan a ser más habituales los enterramientos individuales, directamente bajo tierra, en cista, o a veces en pitoi. Por otra parte, empieza a aparecer y a expandirse, desde la región del Ática, el rito de la incineración.

### Ritos funerarios
Se conocen algunas representaciones pictóricas que probablemente describen ritos funerarios, como el del sarcófago de Hagia Triada. Se ha supuesto que se realizaba una procesión que discurría entre la vivienda del fallecido y la tumba. Una vez depositado el cuerpo se le hacían ofrendas que podían consistir en comida, bebida, perfume, joyas, vestidos, armas y figurillas, entre otros objetos. Luego se cerraba la tumba, aunque muchas veces se volvía a abrir para ser reutilizada para otro enterramiento.

## Arquitectura

### Las fortalezas

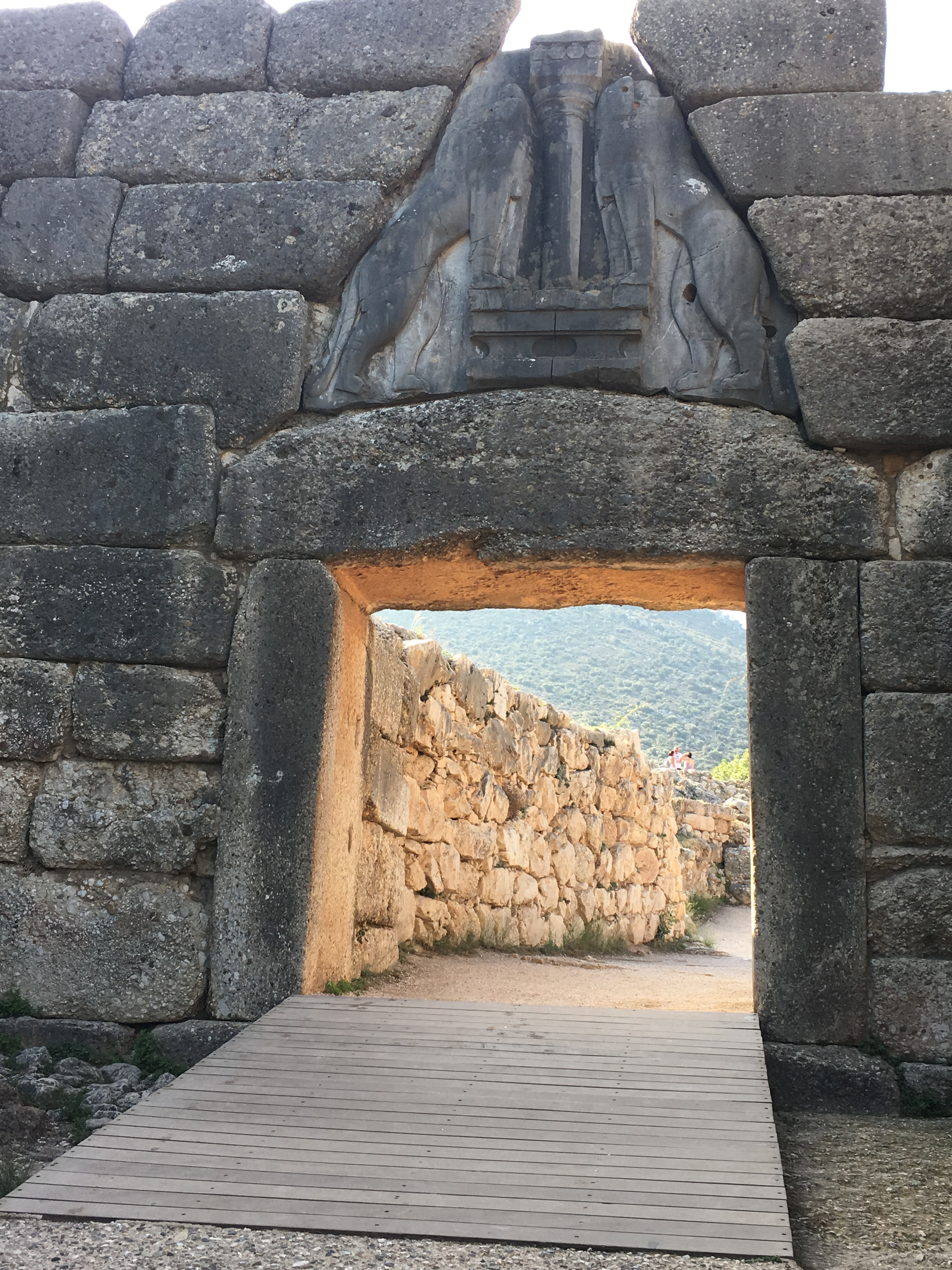
Puerta de los Leones en Micenas.

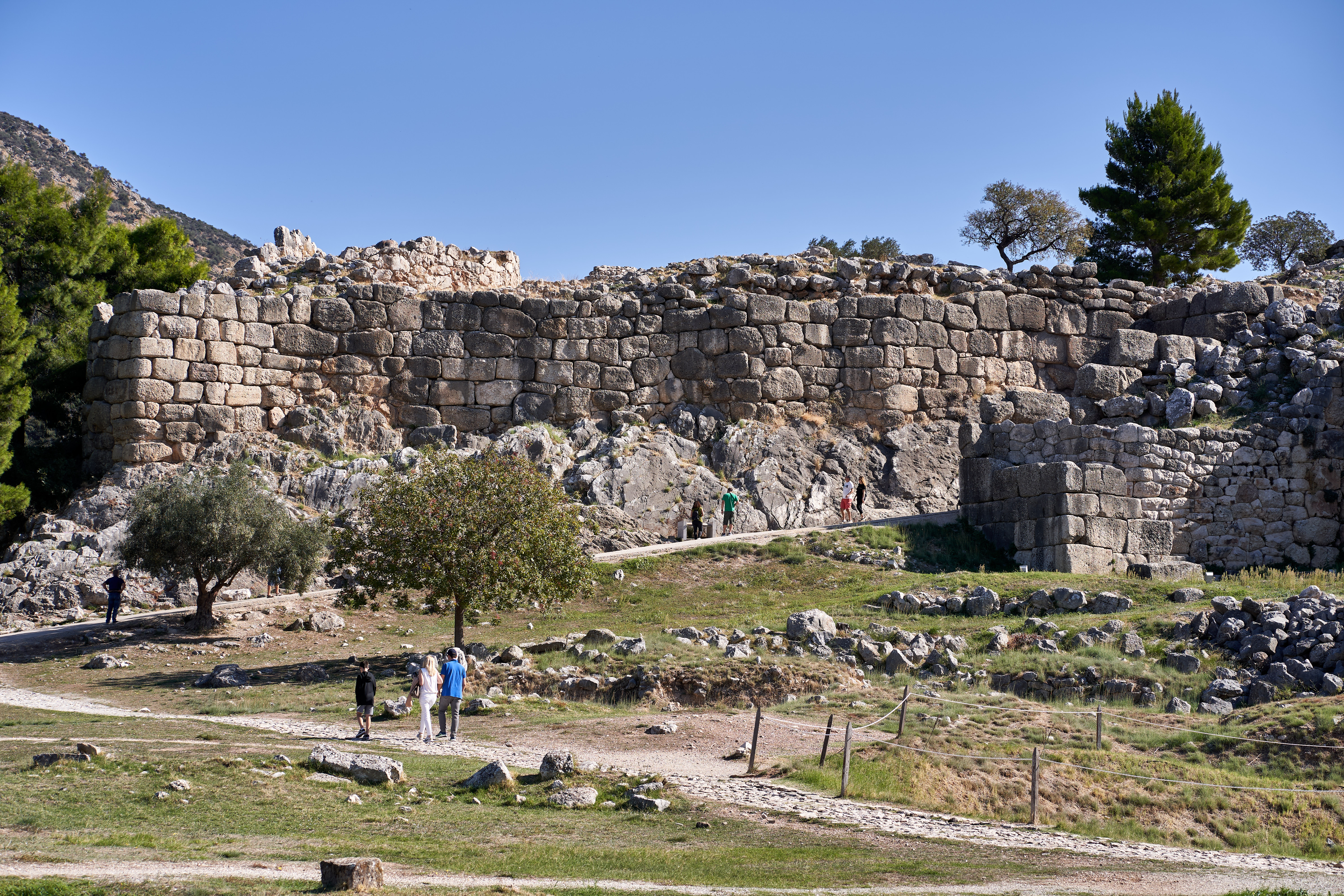
Murallas ciclópeas de Micenas.

En sus inicios, los palacios micénicos no estaban fortificados. La construcción de las primeras estructuras defensivas no se produjo hasta el siglo XIV a. C. A partir de entonces, algunos de los principales centros micénicos contaron con imponentes murallas, como Atenas, Tirinto, Micenas y Gla. Sin embargo, otros centros importantes como Pilos o Yolco no llegaron a estar nunca amurallados. Además de las ciudadelas, se han encontrado también fortalezas aisladas que servían sin duda para el control militar del territorio.
Las murallas micénicas son a menudo de tipo «ciclópeo»: están construidas mediante grandes bloques de piedra, apilados unos sobre otros y se empleaban piedras de menor tamaño para rellenar los huecos que quedaban entre ellas. En algunos de los lugares más importantes de las murallas estas estructuras se convertían en sillares. Por otra parte, había sofisticados sistemas de entradas y pozos en el interior de las ciudadelas para poder afrontar posibles asedios.

### Hábitat
Los yacimientos micénicos muestran diferentes tipos de residencias, que podían tener uno o dos pisos. Este último caso fue el más extendido en épocas más recientes. Las más pequeñas eran de forma cuadrangular y medían entre cinco y veinte metros de lado. En ellas residían las capas más bajas de la población. Eran construcciones con sólidas bases de piedra, en las que en la parte superior de las paredes, se insertaban gruesos listones de madera en la mampostería. Este armazón confería al conjunto, que no estaba cimentado, más cohesión y quizá una cierta elasticidad que le hacía más resistente a los terremotos. Los tejados con tejas eran excepcionales, ya que las casas estaban generalmente cubiertas con terrazas.
Los almacenes y graneros estaban hechos con ladrillos secados al sol o con barro seco.
Parece que algunas casas no tenían puertas: debían hallarse sin duda a una cierta altura, como se puede ver en una plaqueta de marfil de Cnosos que representa la fachada de una casa. Era una precaución contra las inundaciones o las fuertes escorrentías de agua en las calles, con climas con régimen de lluvias torrenciales.
Debe hacerse una mención particular a las casas, generalmente rurales, ovaladas o con ábsides. Las casas con ábsides aparecen en Grecia continental en el Neolítico y se las encuentra en el HA y HM. Se las halla comúnmente en el HR III, pero existieron en periodos precedentes al micénico, en Termo en Etolia en particular. A veces son del tipo con megaron, constituidas por una o dos habitaciones y construidas de una manera bastante tosca. Las hay en las partes occidentales de Grecia, en Nijoria, Malthi-Dorio, Tris Langadas (Ítaca), Dodona, Delfos, Yolco, en Macedonia (Kastanas, Limnotopos-Vardino,), en Tracia (Asartepe), en Asia Menor (Mileto), en Cos (Seraglio) y en Creta (Cnosos y Arjanes). Se puede ver en ellas una tradición importada. Se trata más bien de una resurgimiento de antiguas tradiciones indígenas.
Más elaboradas eran las residencias más grandes, que medían entre 20 y 35 metros de lado aproximadamente y estaban constituidas por varias salas e incluso de patio central. Estaban organizadas según un modelo próximo al del palacio. Sin embargo, no es seguro que se tratara de residencias de aristócratas micénicos, puesto que existe otra hipótesis que quiere ver en estos edificios dependencias auxiliares del palacio, a menudo situados en su proximidad.

### Los palacios micénicos
Los palacios micénicos tienen sus más bellos ejemplos en los excavados en Micenas, Tirinto y Pilos. Son los centros de la administración de los estados micénicos, como lo han demostrado los archivos encontrados. Desde el punto de vista arquitectónico, son los herederos de los palacios minoicos, pero también de otras grandes residencias de la Grecia continental del período Heládico medio. Las estructuras palaciales de los tres palacios mencionados se erigieron en las cumbres de las colinas o en los afloramientos rocosos, dominando el entorno inmediato. Las mejores conservadas se encuentran en Pilos y Tirinto, mientras que la de Micenas se conserva solo parcialmente. En la Grecia central, Tebas y Orcómeno solo se han sacado a la luz parcialmente. Por otra parte, el palacio construido en la acrópolis de Atenas ha sido destruido casi por completo. Un edificio importante en Dímini en Tesalia, posiblemente la antigua Yolco, es considerado por varios arqueólogos como un palacio. En 2008 también se ha encontrado un palacio micénico en Laconia, a unos 12 km al sur de Esparta, en el yacimiento de Ayios Vasilios.
Las estructuras palaciales de la Grecia continental comparten una serie de características comunes. Están organizados alrededor de un conjunto de patios a las que se abren diversas salas de diferentes dimensiones, entre las que se encuentran almacenes y talleres, además de zonas de residencia y representación. El punto central del aspecto sociopolítico de un palacio micénico era el megaron, la sala del trono. Se disponía alrededor de un hogar circular rodeado por cuatro columnas. El trono se encontraba generalmente en el lado derecho al entrar en la sala, mientras que el interior del megaron estaba profusamente decorado, ostentando imágenes diseñadas intencionadamente para demostrar el poder político y religioso del gobernante. El acceso al megaron se realizaba a través de un patio, al que se llegaba desde un propylon. La iconografía de las cámaras palaciales es notablemente uniforme en toda Grecia. Por ejemplo, en Pilos y Tirinto las pinturas se centran en motivos marinos, ofreciendo representaciones de octópodos, peces y delfines. Alrededor del megarón un grupo de patios se abría cada uno a varias estancias de diferentes dimensiones, como almacenes y talleres, así como salas de recepción y viviendas. En general los palacios micénicos han aportado una gran cantidad de artefactos y frescos fragmentarios.
Los palacios de Pilos, Micenas y Tirinto comparten otras características comunes; un gran patio con columnatas se encuentra directamente delante del megarón central, mientras que un segundo megaron, pero más pequeño, también se encuentra dentro de estas estructuras. Las escaleras del palacio de Pilos indican que los palacios tenían dos pisos. Los aposentos privados de los miembros de la familia real se encontraban presumiblemente en el segundo piso.

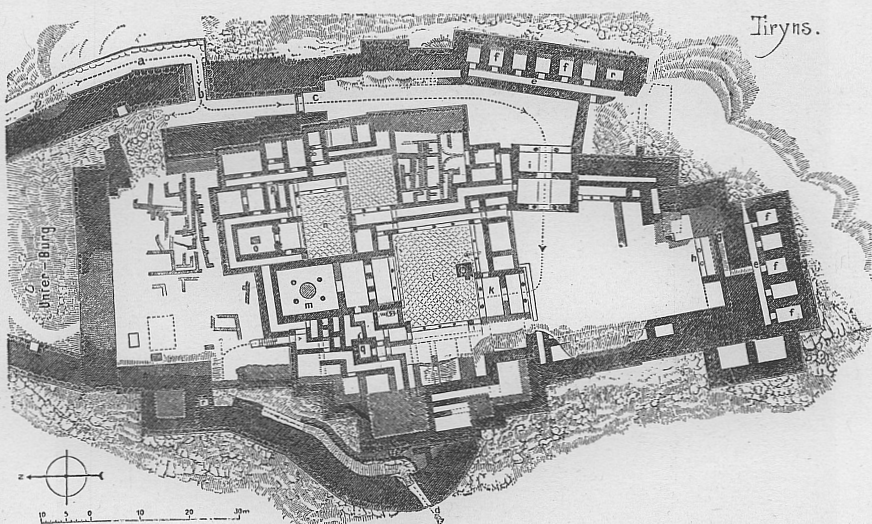
Plano del palacio de Tirinto.
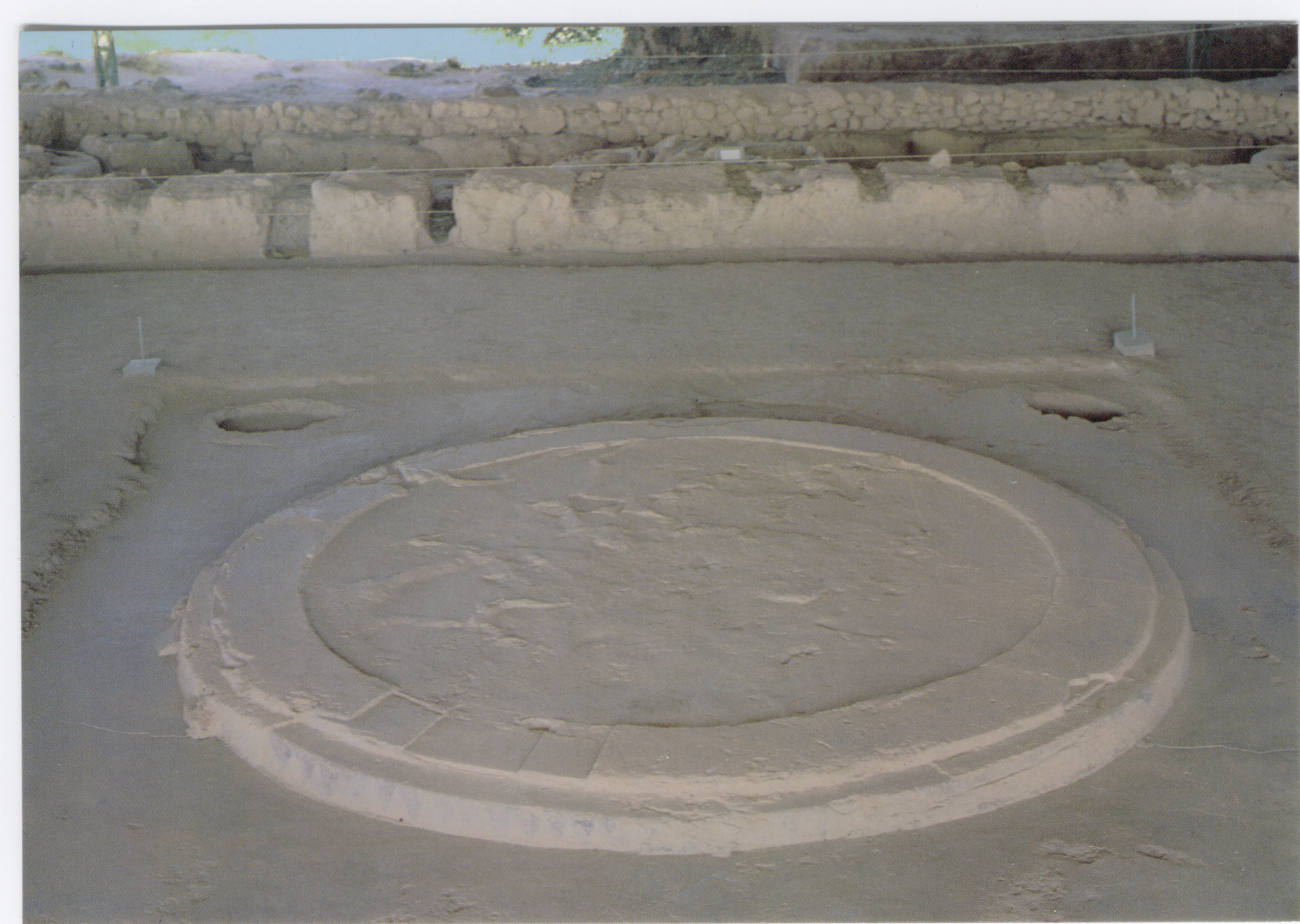
El hogar del megaron de Pilos.
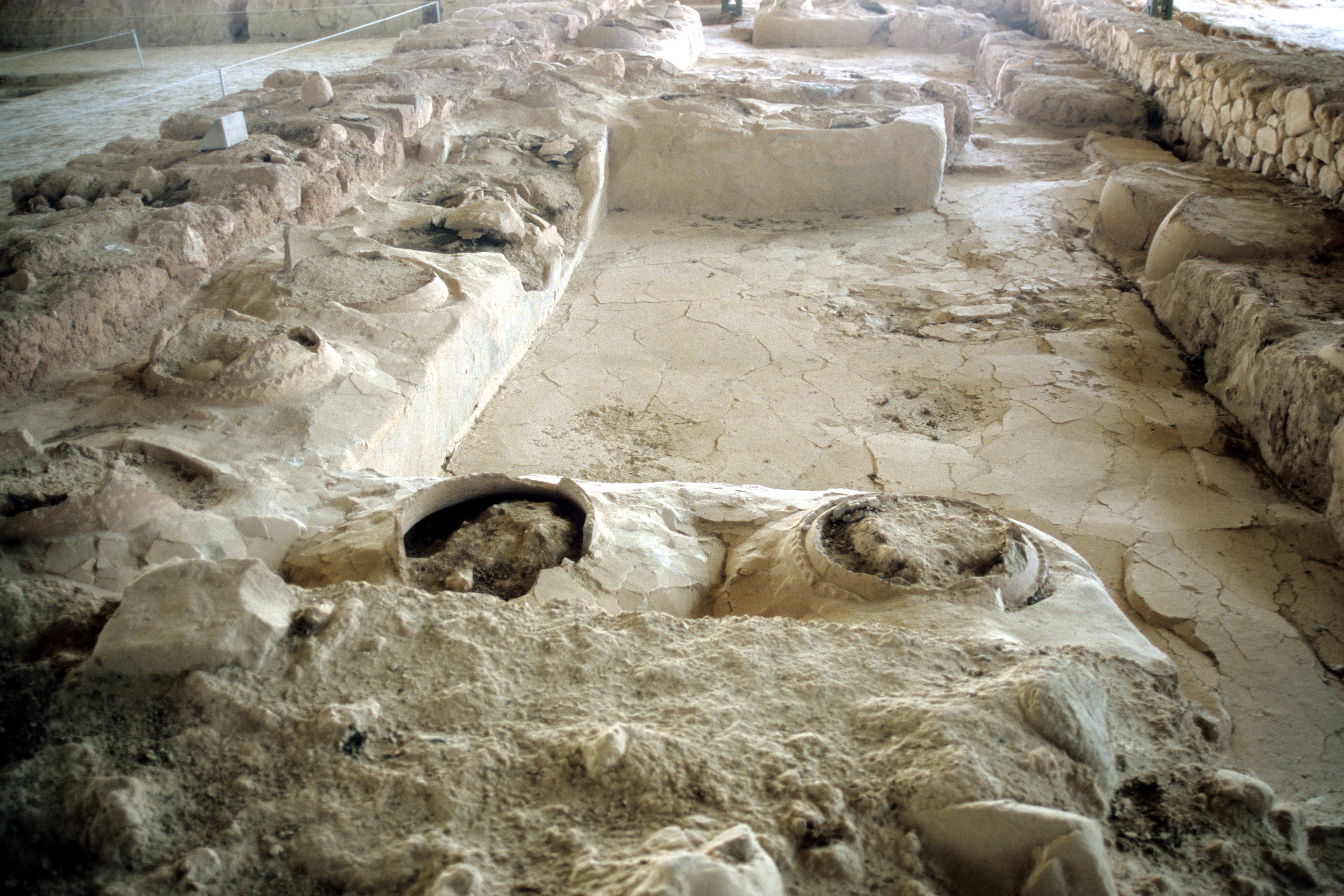
Un almacén con tinajas enterradas en el palacio de Pilos, prueba arqueológica del papel que desempeñaba el palacio en la redistribución de ciertos productos agrícolas.

### Obras públicas
Entre las obras públicas que llevaron a cabo los micénicos puede citarse la red de caminos que discurría por sus territorios, así como los puentes construidos —de piedra o de tierra— para facilitar las comunicaciones. También destacan los sistemas de abastecimiento de agua desde las fuentes naturales a través de conducciones subterráneas que se han encontrado en las ciudadelas. Por otra parte, una obra de gran envergadura fue el sistema de canalizaciones que llevaron a cabo en el lago Copaide con fines agrícolas. En las proximidades de Tirinto también construyeron una presa ciclópea. También subsiste en parte otra presa ciclópea entre Tirinto y Agios Adrianos, en Argólida.

## Arte y artesanía

### Vasos
La arqueología ha encontrado gran cantidad de cerámica de época micénica, de formas muy variadas.
En el HR I pueden destacarse dos tipos de decoración: la de aquellos recipientes con líneas geométricas que forman composiciones diferentes en cada estructura del vaso, que se ha denominado «estilo arquitectónico» y, por otra parte, otros recipientes que tienen una decoración que abarca todo el vaso, que se ha llamado «estilo unitario». En el HR II B fue muy común la llamada «copa efirea» que consta de dos asas y un pie muy estilizado.
En el HR III se dan unos vasos que se han llamado de «copa de champán» por su forma, pequeñas, con un asa y sin decoración. También en este periodo abundan los kílices y las jarras de estribo, que constan de dos asas en la parte superior del vaso completamente cerrado y provisto únicamente de un pico vertedor, cilíndrico y vertical.
En las fases de mayor apogeo de la civilización, los modelos se van estandarizando en todo el espacio micénico y la producción aumenta considerablemente en cantidad. Entre los motivos decorativos son habituales las espirales, las hojas, las dobles hachas, las flores o los motivos marinos, a menudo influenciados por la cerámica minoica. Otro tipo de decoración de las vasijas utiliza motivos presentes en las pinturas murales, como temas guerreros o animales, entre otros.
Además de vasos de cerámica, en los yacimientos arqueológicos micénicos se han encontrado abundantes ejemplos de vasos de metal (principalmente de bronce, pero también de oro), así como de otros materiales lujosos como el marfil.
Entre las piezas singulares de destacado valor artístico pueden citarse los «vasos de Vafio», que son de oro con una decoración en la que se representa la captura de un toro y que pertenecen al HR II; un ritón de oro con forma de cabeza de león hallado en Micenas, una cratera encontrada en Enkomi, Chipre, que representa un paisaje con dos personas en un carro enfrente de otra persona que sostiene una balanza y la «píxide del tañedor de lira», hallada en Creta, que pertenece al MR III A y representa un hombre que tiene en una mano una lira y en la otra lo que parece una espiga de trigo.

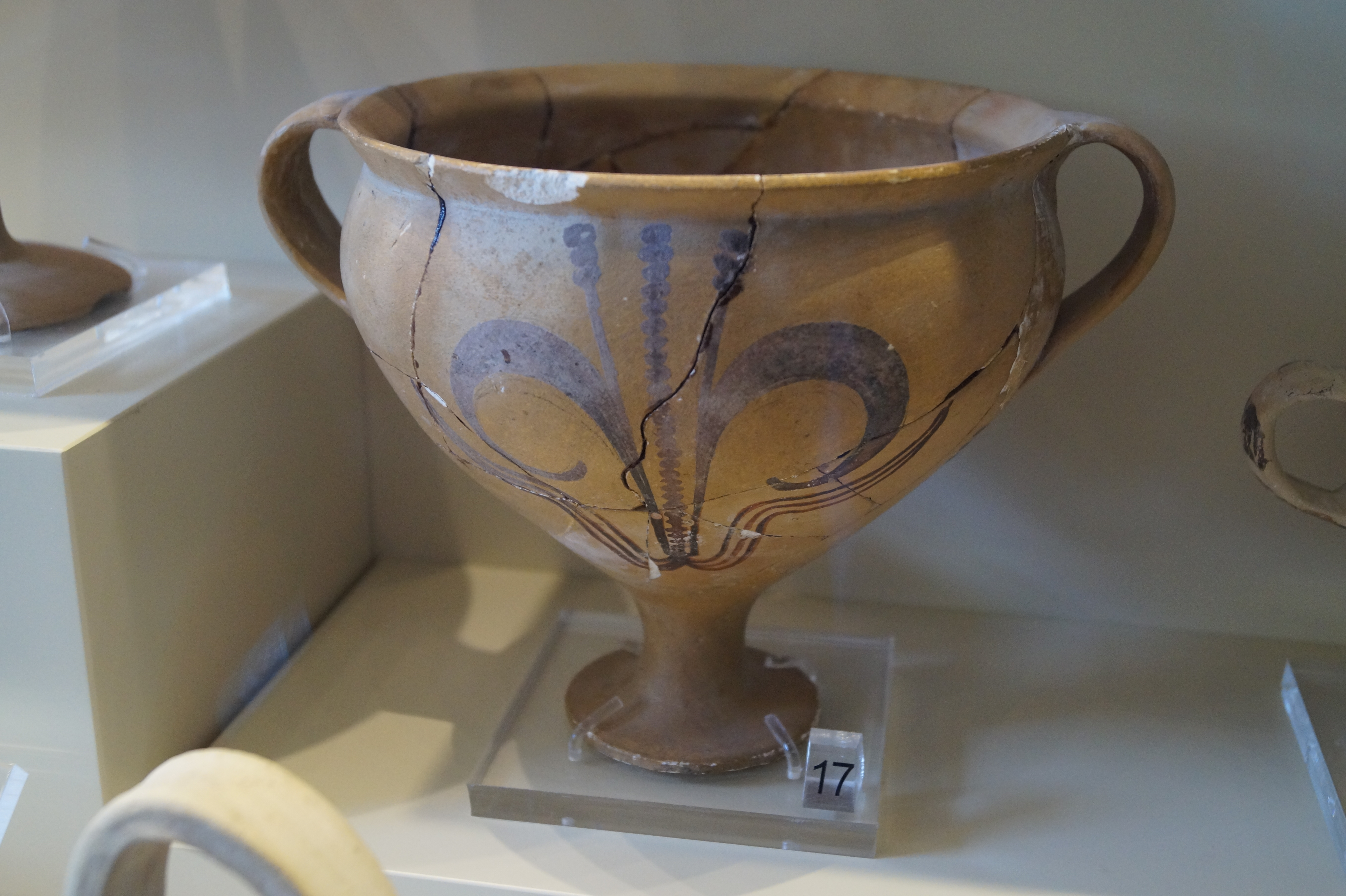
Copa efirea hallada en Koraku, Museo Arqueológico de la Antigua Corinto .
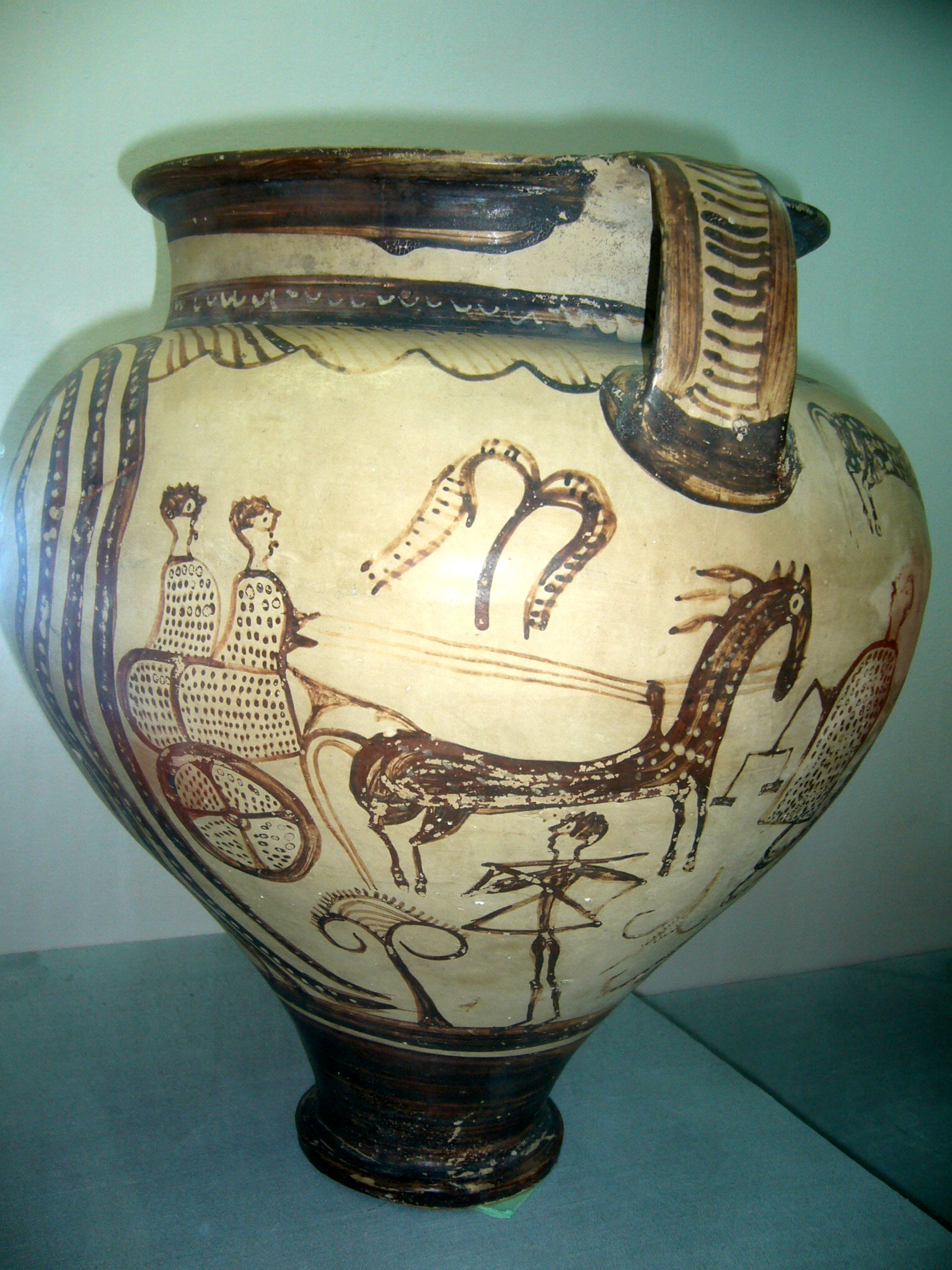
Cratera de Enkomi, Museo de Chipre.
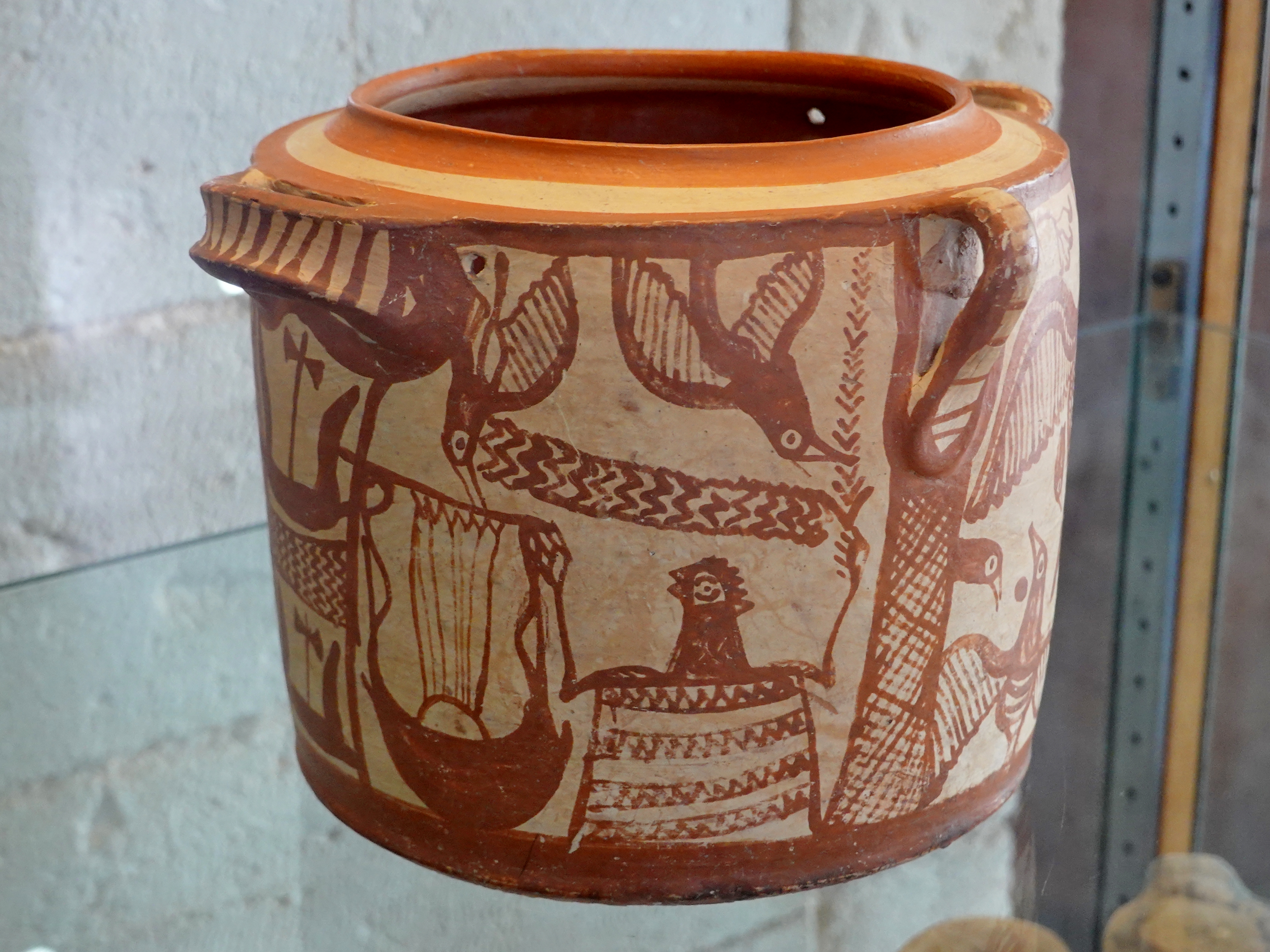
«Píxide del tañedor de lira», Museo Arqueológico de La Canea.
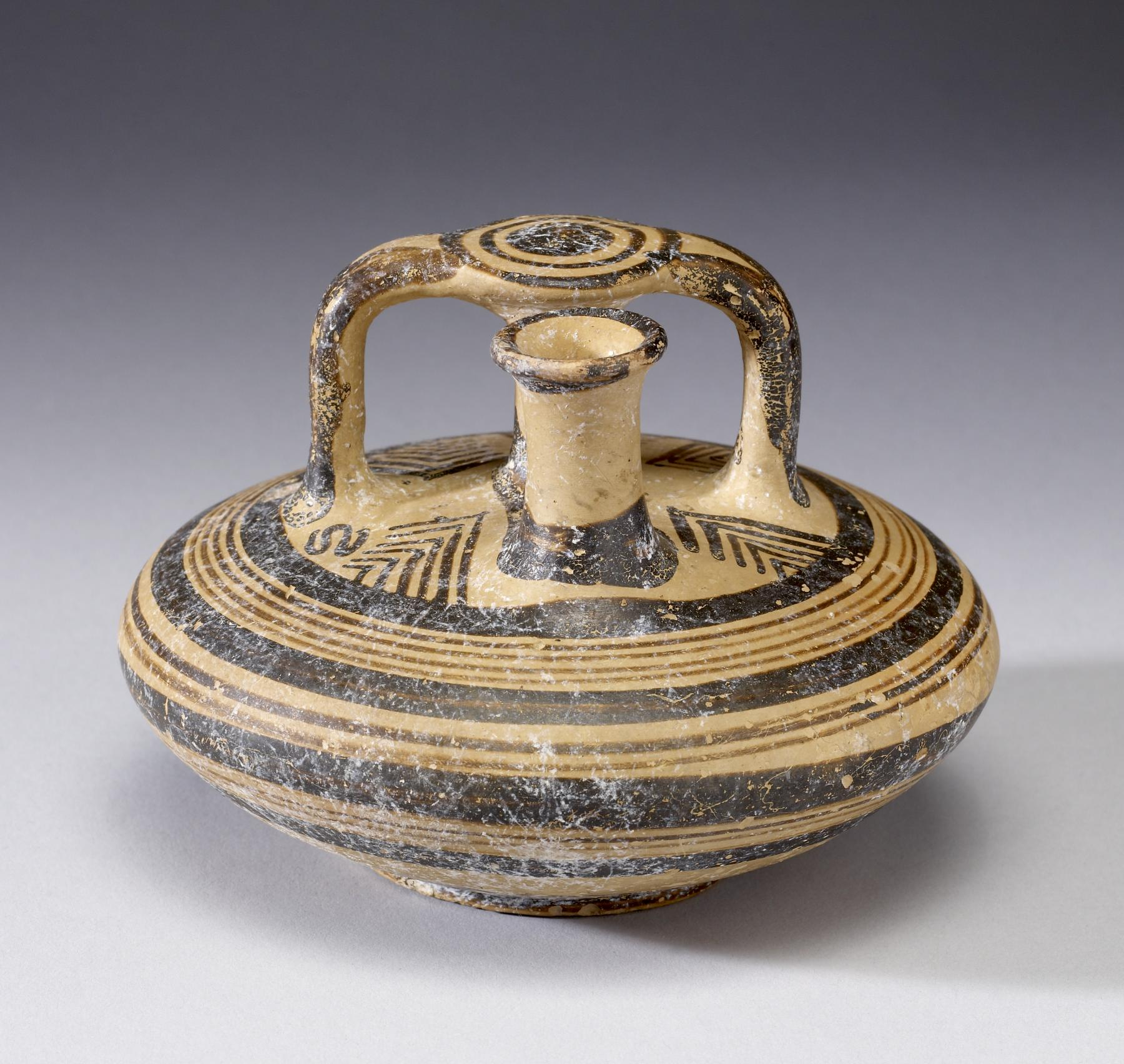
Jarra de estribo. Hacia 1200 a. C. (HR IIIA-B).

### Escultura
El periodo micénico no produjo estatuas de gran tamaño. La mayor parte de la escultura del periodo consiste en estatuillas finas de tierra cocida, encontradas sobre todo en el yacimiento de Filacopí, pero también en Micenas, Tirinto o Ásine. La mayoría de las estatuillas representa figuras antropomórficas (aunque también las hay zoomorfas), masculinas o femeninas. Las figuras están en diferentes posturas: brazos extendidos, elevados hacia el cielo; brazos plegados sobre las caderas; sentados. Están pintadas, monocromas o polícromas. Su sentido no está claro, pero parece probable que se trate de objetos votivos, encontrados en contextos que parecen ser de lugares de culto.
La figura más representativa es la llamada Trío de Micenas, que representa a dos mujeres y una niña, cuya interpretación podría ser que se trata de divinidades o bien de una misma mujer pasando por tres edades. También destaca una imagen de la diosa madre con su hijo en el regazo.
También son corrientes los ídolos en psi, en fi o en tau, así llamados por su semejanza a estas letras del alfabeto griego. Se encuentra principalmente en tumbas y en santuarios.
Los únicos bajorrelieves de piedra tallados en la Grecia micénica que se conservan proceden del yacimiento de Micenas, de principios del Heládico reciente. Se trata de trece estelas encontradas en las tumbas de fosa de este yacimiento, que representan en un estilo tosco escenas de guerra, caza o lucha de animales, decoradas con motivos decorativos en espiral. No tienen posteridad conocida. El único bajorrelieve del Heládico reciente, pero posterior, procede del mismo yacimiento: se trata de la decoración sobre la Puerta de los Leones. Representa a dos animales sin cabeza, identificados sin certeza como leones, colocados a ambos lados de una columna y apoyando sus patas delanteras en una especie de altar. La decoración también ha desaparecido. El estilo de esta obra recuerda a los sellos cretenses, a diferencia de los anteriores bajorrelieves funerarios que son propiamente micénicos.

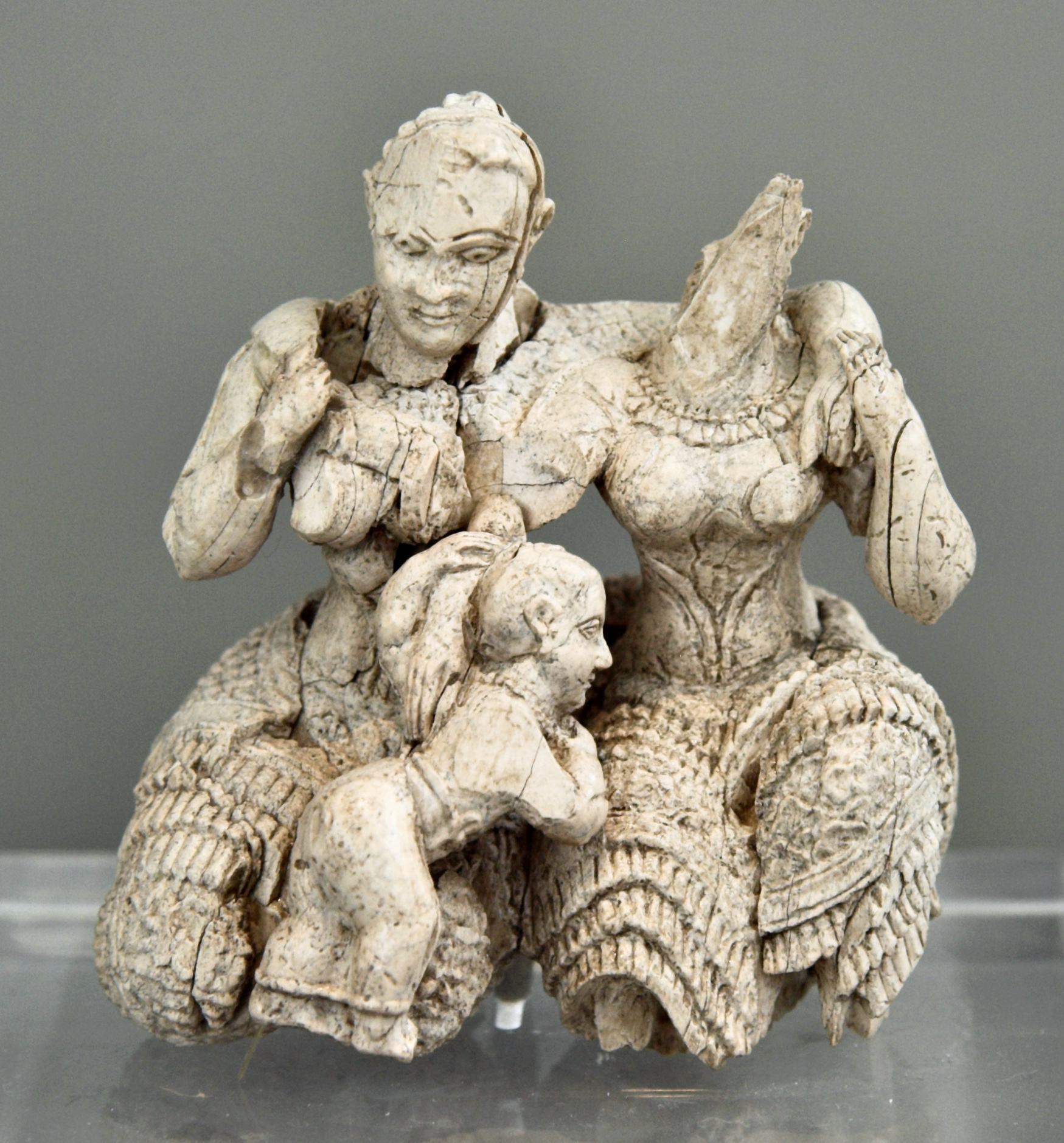
Trío de Micenas. Atenas, Museo Arqueológico Nacional de Atenas.
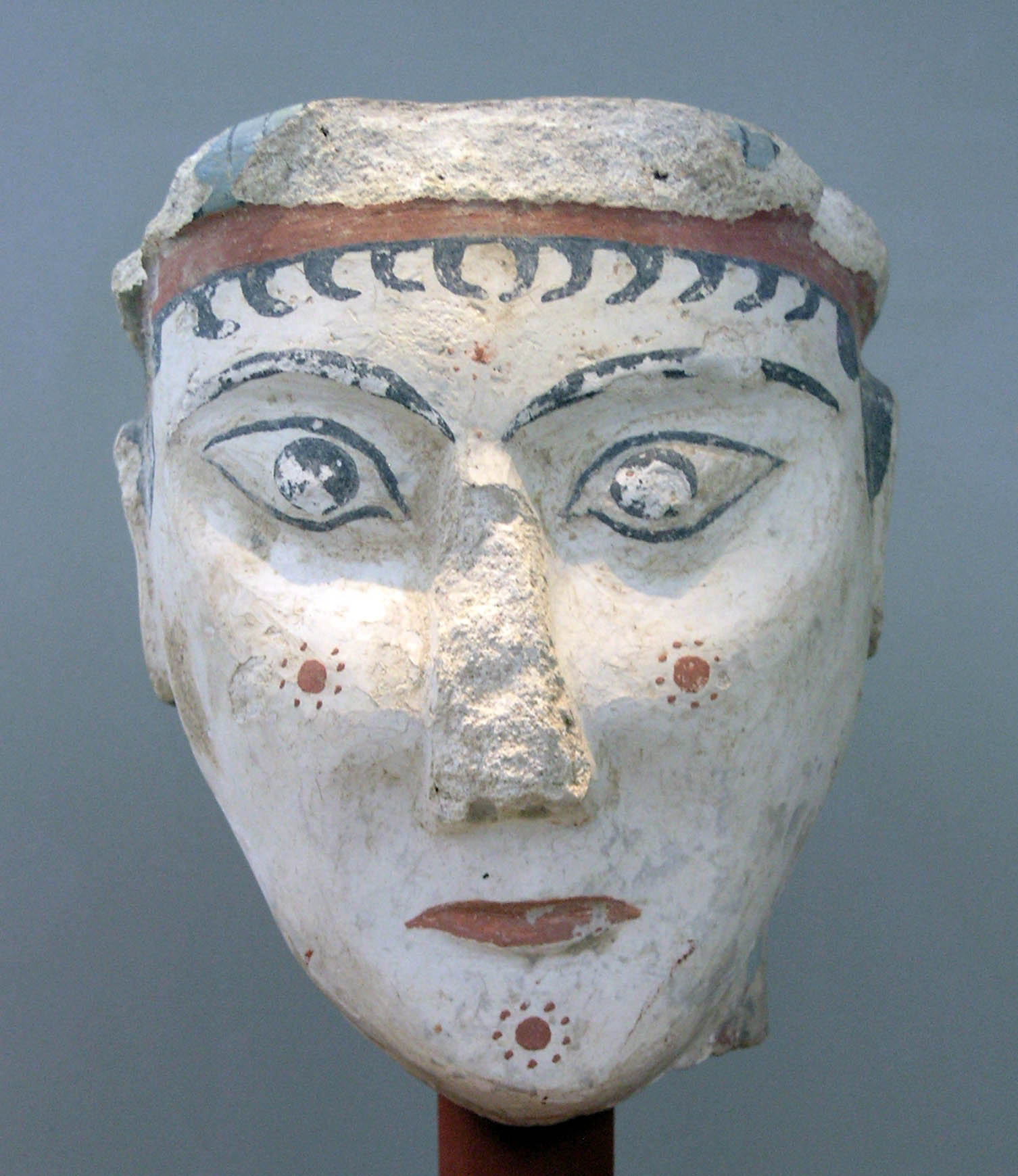
Cabeza de mujer, uno de los raros ejemplos de plástica monumental micénica. Atenas, Museo Arqueológico Nacional de Atenas.
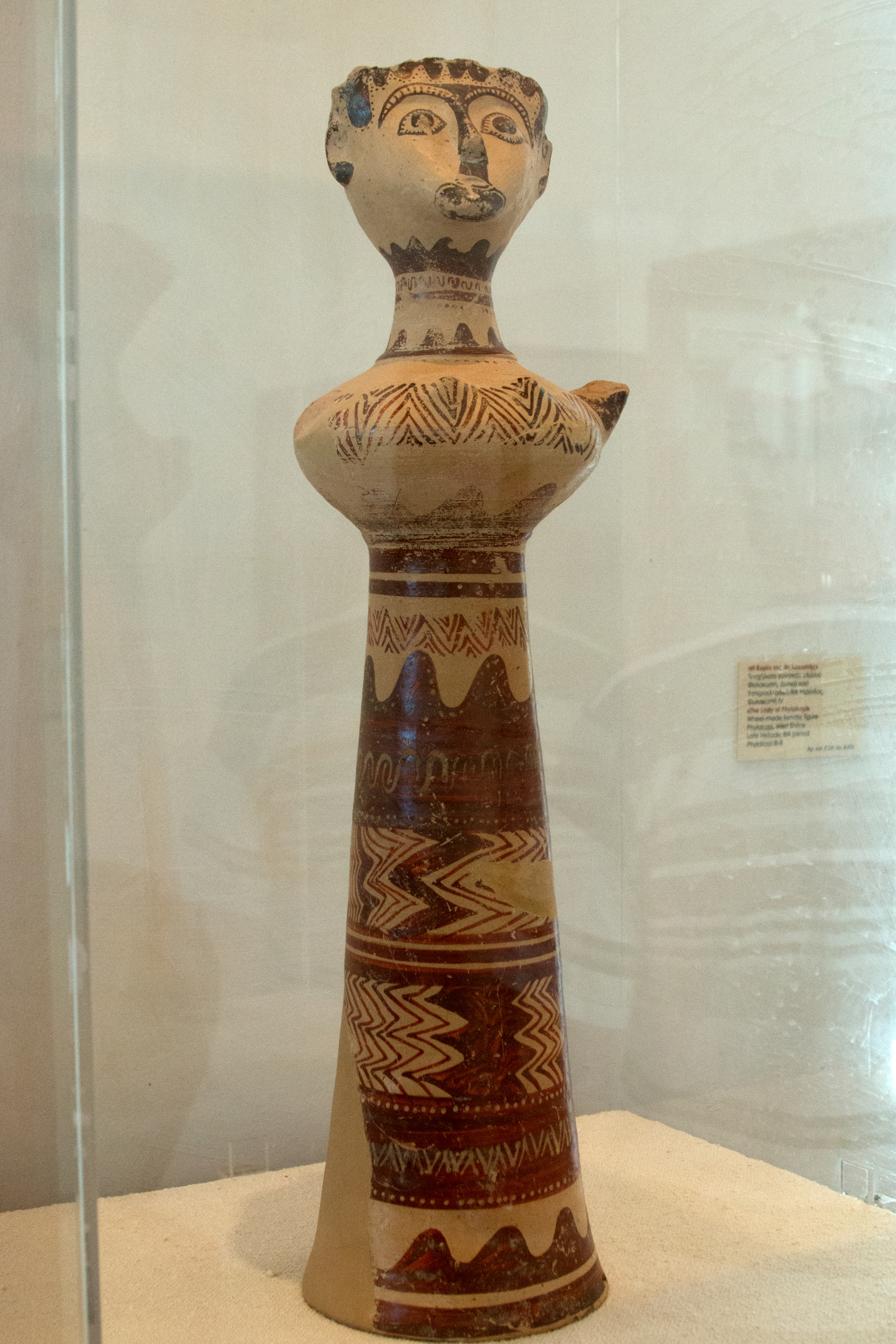
La Dama de Filacopí; figurita de cerámica hecha a mano de una diosa o sacerdotisa del Santuario del Oeste en Filacopí. Periodo Heládico Tardío III-A (siglo XIV a. C.) en el Museo Arqueológico de Milos.
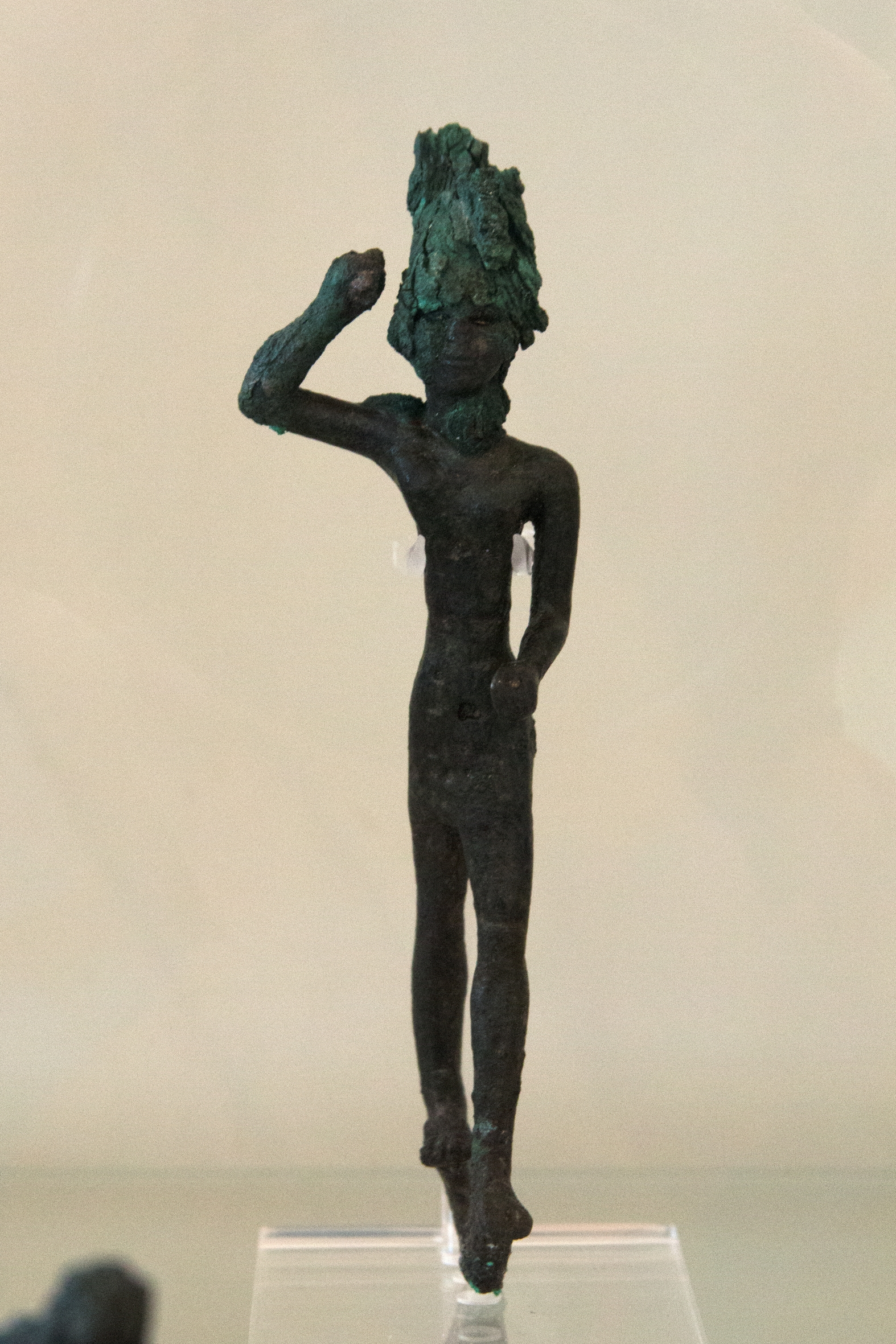
Figura de bronce de un hombre del Santuario de Filacopí, de la cultura micénica, en el Museo Arqueológico de Milos.

### Pintura
Se han encontrado algunos fragmentos de frescos murales en los palacios y en algunos otros edificios destacados que denotan que la pintura micénica estuvo muy influenciada por la minoica, aunque se aprecian diferencias en los temas representados ya que además de procesiones y figuras religiosas, que aparecen también entre los minoicos, se representan actividades más asociadas a los micénicos como la guerra y la caza. Otros frescos están formados por motivos geométricos. Por otra parte, hay pinturas que no solo tienen la finalidad de decorar o representar figuras religiosas, sino que también son útiles para integrar a los espectadores en un contexto relacionado con algún ritual de culto en particular. También se encuentran variadas pinturas en sarcófagos; en estos casos probablemente los temas tuvieran como eje diferentes símbolos funerarios.

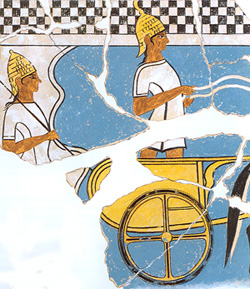
Fresco encontrado en Pilos, hacia 1350 a. C.)
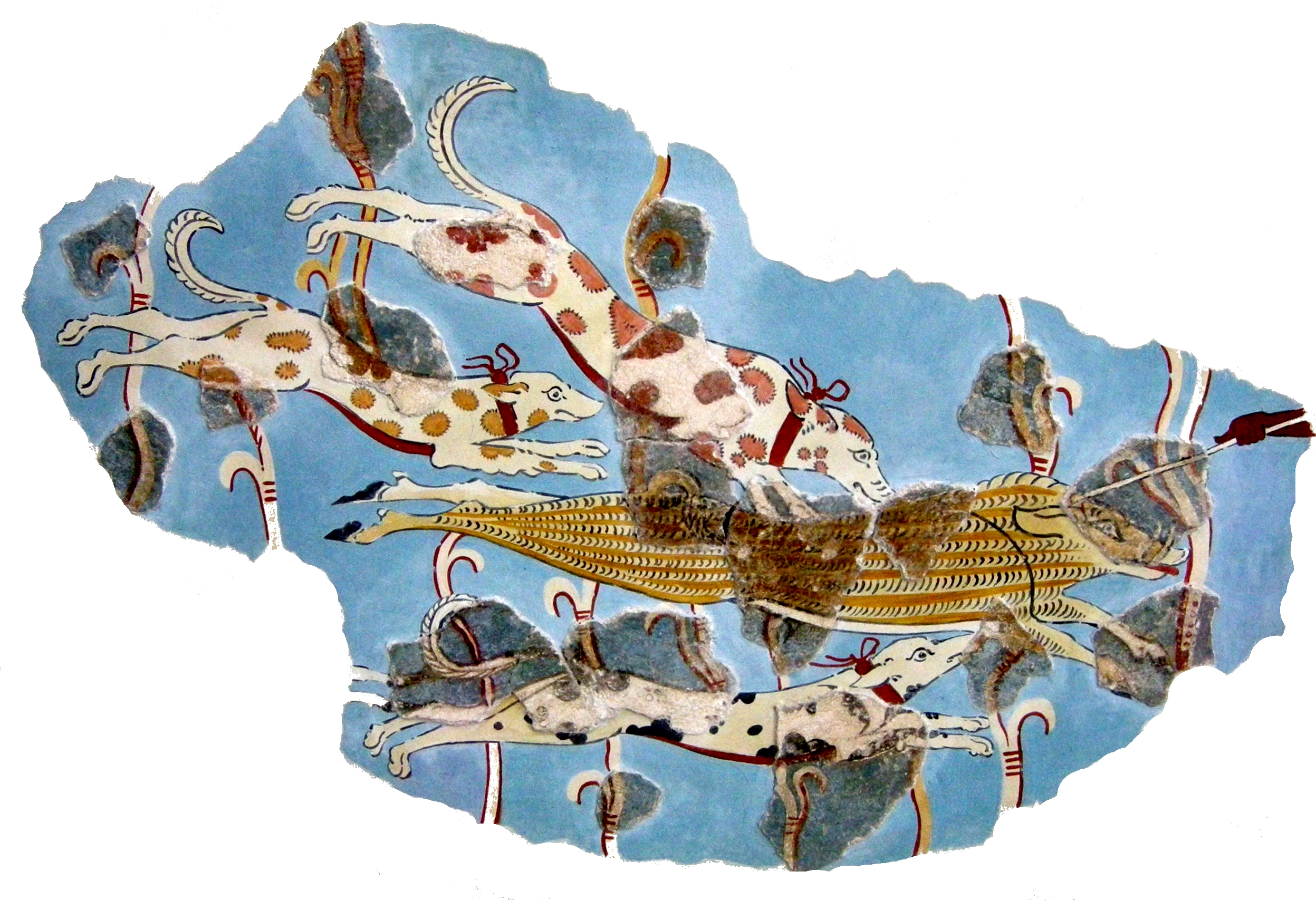
Fresco de Tirinto (hacia 1300 a. C.)
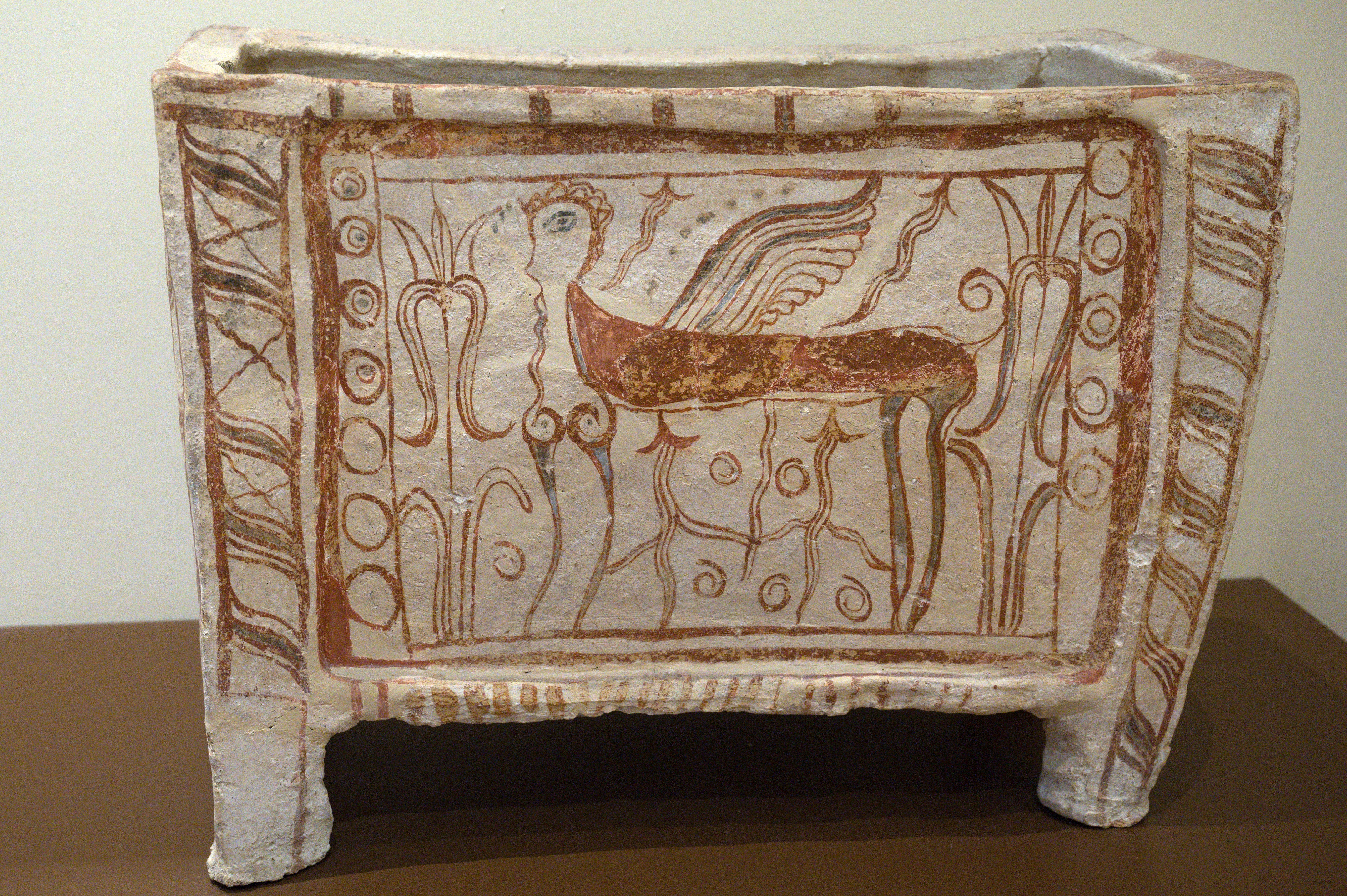
Lárnax de Tanagra con la representación de una esfinge (siglos XIII-XII a. C.)

### Glíptica

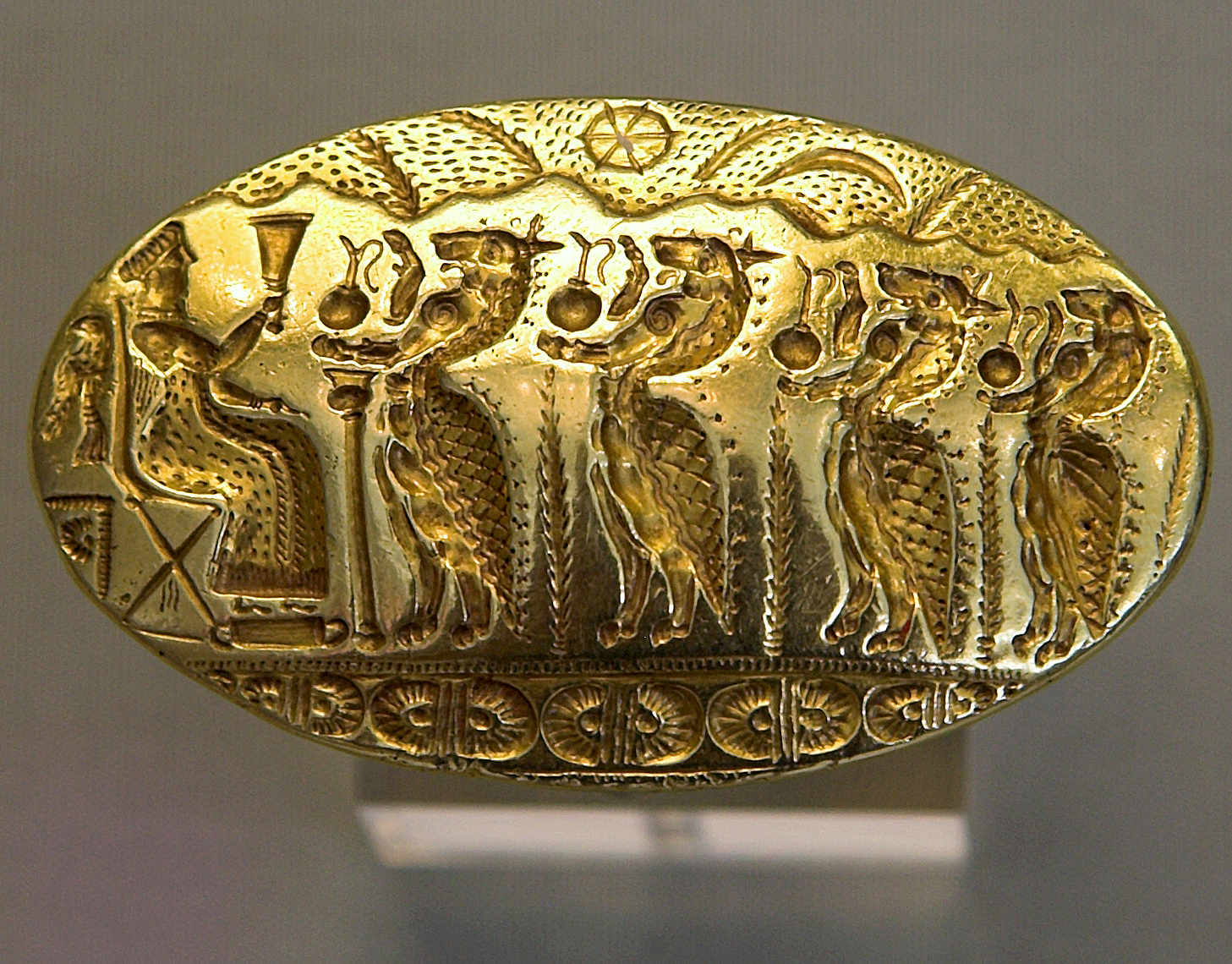
Sello de oro hallado en Tirinto donde se representa una procesión de unos seres híbridos.

La glíptica, un arte que ya tuvo un desarrollo importante en la civilización minoica, también fue destacado en el mundo micénico, aunque a menudo es difícil saber si los sellos hallados en las excavaciones del área continental griega fueron realizados por los micénicos o eran importaciones de los minoicos. Los sellos se elaboraron como amuletos personales o bien para etiquetar objetos. Los materiales en los que se tallaron estos sellos eran muy diversos: vidrio, piedras semipreciosas, oro, entre otros. Los temas representados también eran muy variados, como la caza, seres híbridos, rituales de sacrificios, procesiones y luchas. Uno de los sellos singulares más destacados fue encontrado en Pilos en 2015. Se trata del «ágata del combate de Pilos», que representa un combate con un gran detallismo.

### Armas
Elementos militares han sido encontrados entre los tesoros del periodo micénico. El hallazgo más impresionante es el de la armadura de Dendra, el equipamiento completo de un guerrero. La coraza que lleva está compuesta de placas de bronce cosidas sobre un vestido de cuero. El peso de la armadura debía impedir la movilidad del guerrero, por lo que se cree que se trataba de un combatiente sobre carro, aunque hay autores que opinan que también se podía usar de pie en combates o en duelos singulares.
Además de armaduras, el armamento defensivo estaba formado por escudos y cascos. Entre los cascos destaca el modelo de colmillos de jabalí, que está ausente de los últimos niveles del Heládico reciente. Se empleaban dos tipos de escudos: un modelo en forma de 8 y otro modelo rectangular, llamado también «de torre».
Las armas ofensivas eran sobre todo de bronce. Se han encontrado lanzas y jabalinas, además de un conjunto de espadas de diferentes tallas, que en un principio estaban hechas para golpear con el filo como de estoque y en el periodo final micénico se elaboraron para ser usadas principalmente en el combate para cortar. El resto del armamento que usaron los micénicos se componía de puñales, arcos, flechas y hondas.

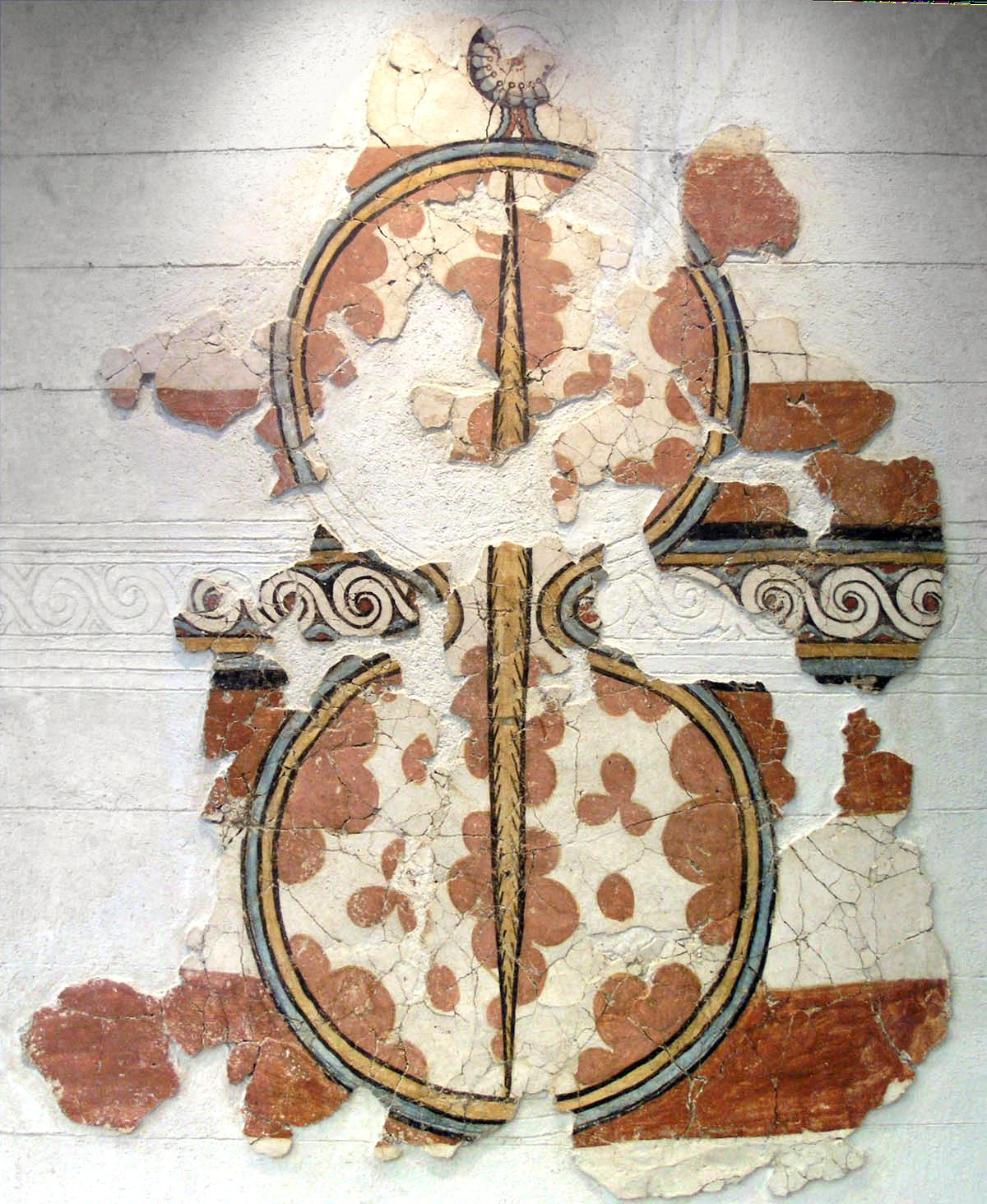
Fresco de Micenas representando un escudo en forma de ocho.
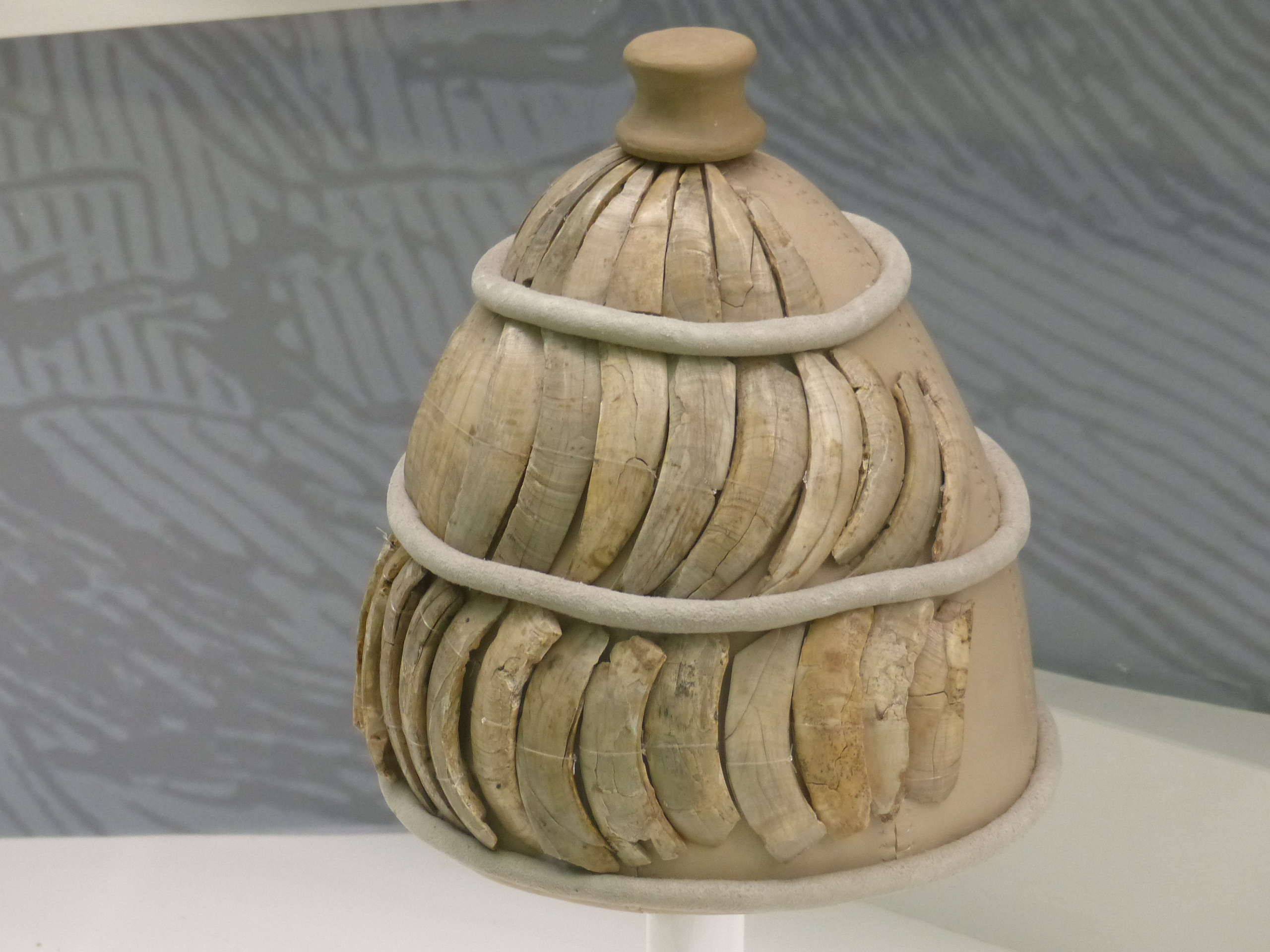
Casco de colmillos de jabalí hallado en una tumba de cámara de Spata (Ática)
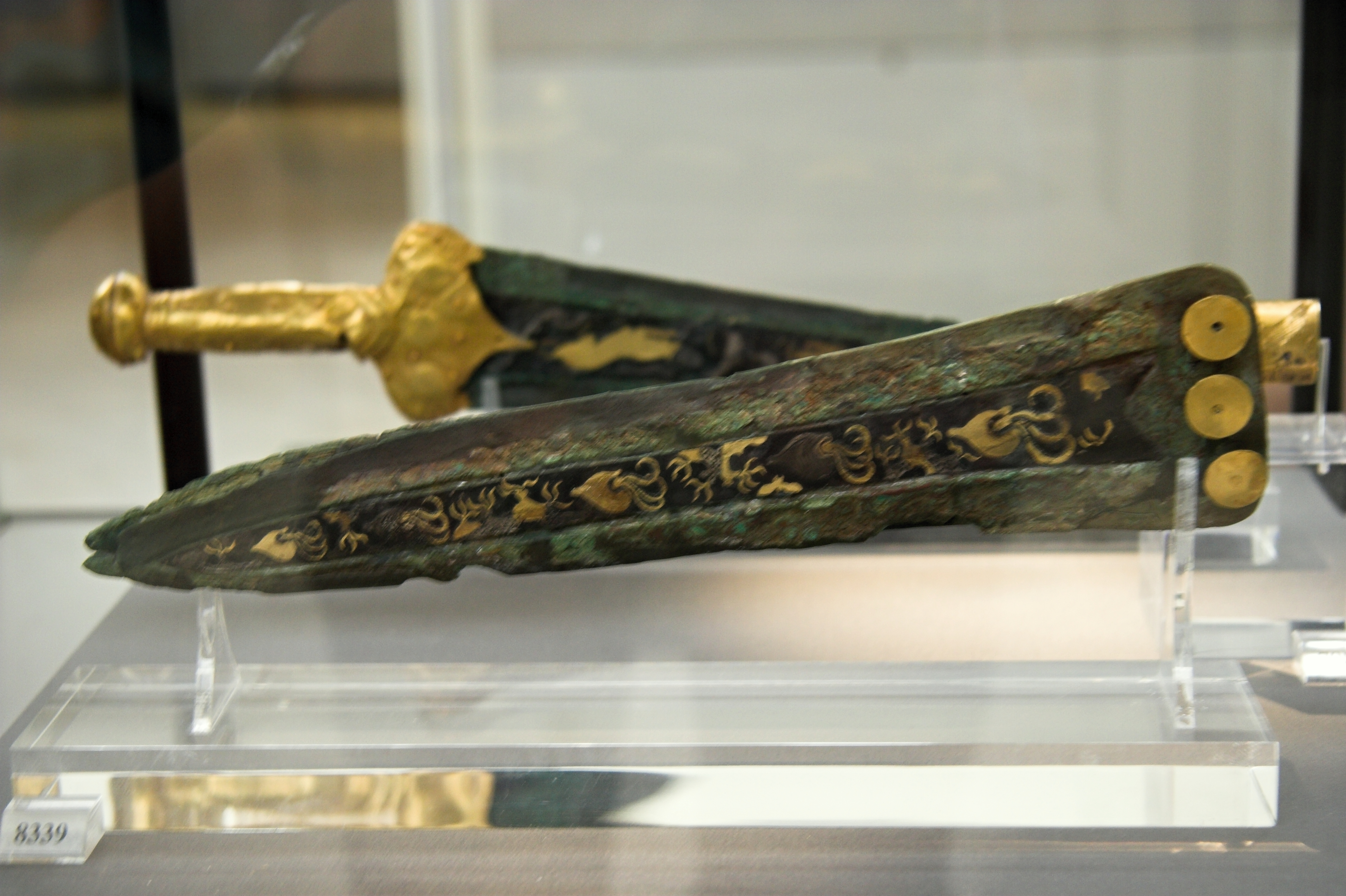
Daga con representaciones de nautilos.

## Decadencia
El fin de la civilización micénica presenta una serie de problemas que no han sido resueltos todavía, tanto desde el punto de vista cronológico como de interpretación de los hechos.

### Destrucción y reorganización

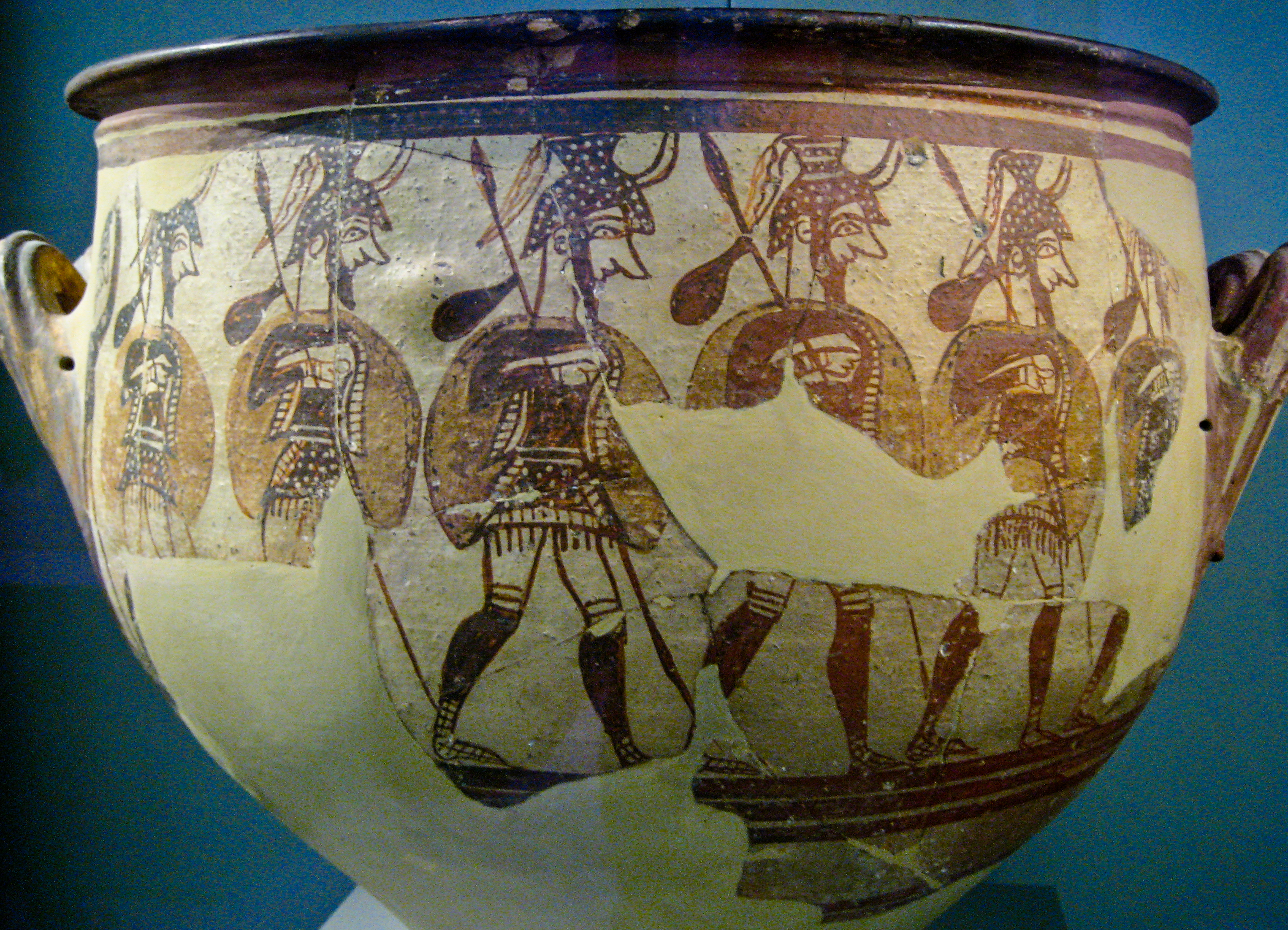
Soldados en marcha observados por una figura femenina vestida de negro, Vaso de los guerreros, Micenas, c. 1200 a. C., Museo Arqueológico Nacional de Atenas.

Los signos de una situación de deterioro en el mundo micénico pueden estar presentes ya en el siglo XIII a. C., quizás relacionados con un declive de los circuitos comerciales a larga distancia que habrían generado tensiones entre estados, pero esto está por confirmar. El final de Heládico reciente IIIB1 estuvo marcado por algunas destrucciones, especialmente en Micenas. En el Heládico reciente IIIB2, hacia el 1250/1200 a. C., se observa un aumento de los sistemas de defensa de los yacimientos micénicos, signo de una creciente inseguridad. Sin embargo, no se trata necesariamente de un periodo de crisis, ya que estos niveles han proporcionado material arqueológico que muestra un nivel de riqueza que nada tiene que envidiar a los anteriores. El final de este periodo está marcado por numerosas destrucciones en gran parte de los emplazamientos palaciales micénicos de la Grecia continental, y esta vez los palacios no fueron reconstruidos: algunos como Micenas y Tirinto fueron reocupados, pero de forma más modesta, mientras que Pilos y Tebas fueron completamente abandonados. La destrucción también afectó a los yacimientos secundarios, pero no está claro en qué medida afectó a esta categoría de hábitat poco excavado. Una destrucción similar se encuentra en Creta.
El declive es, pues, evidente a finales del siglo XII a. C., cuando se inicia el Heládico reciente III C, que constituye el periodo «postpalacial». La administración característica del sistema palaciego micénico había desaparecido, la escritura de tablillas en Lineal B había cesado, los artículos de lujo ya no se importaban. Pero los rasgos materiales micénicos permanecen durante al menos un siglo, por lo que el período, aunque sin palacios, se caracteriza como una fase de la civilización micénica. Se detecta un renacimiento en varios lugares a mediados de siglo, pero no es duradero. La presencia de enterramientos de guerreros indica que aún existe una élite en el siglo XII a. C. Esto podría estar relacionado con el cambio hacia tiempos de inseguridad crónica. De hecho, la inestabilidad parece ser una constante del período, que probablemente ve importantes movimientos de población, tal vez por el aumento de la inseguridad (revueltas, incursiones piratas). En el periodo postpalacial se produjo un descenso del número de asentamientos en Grecia, que pudo ser muy significativo en algunas regiones (desaparecieron 9 de cada 10 asentamientos de Beocia, 2 de cada 3 en la Argólida). Algunos asentamientos como Micenas o Tirinto siguieron ocupados, sus ciudadelas se mantuvieron y la cultura material que se encontraba en ellos siguió teniendo rasgos micénicos, pero en otros lugares la situación es menos conocida, aunque los descubrimientos han hecho avanzar el conocimiento del periodo. Hay cambios: los edificios erigidos sobre los antiguos palacios son de planta diferente (abandono del megarón en Tirinto), aparece un nuevo tipo de cerámica, llamada «bárbara» porque en su día se atribuyó a invasores externos, y la cerámica pintada de la época se ha considerado un antecedente de los estilos geométricos. En este periodo también aumenta la práctica de la cremación de cadáveres. Así, el periodo postpalacial no está exento de creatividad e innovación. En términos más generales, la homogeneidad de la cultura material que estuvo a la orden del día durante el periodo palacial estaba llegando a su fin, dando paso a una mayor diversidad regional, lo que implica una diversidad de situaciones en la forma de vivir la crisis y en el impacto que tuvo.
En Creta cambia la estructura de los asentamientos: se abandonan los emplazamientos costeros en favor de los emplazamientos interiores en las alturas, lo que se explica por la búsqueda de protección y el aumento de la inseguridad en el mar. En las Cícladas disminuyen los contactos con el continente, y se ha propuesto que las perturbaciones detectadas en algunos lugares se deben a la llegada de refugiados del continente. Tras el periodo de perturbación se encuentra un asentamiento de gran riqueza en Grotta, en Naxos, pero la situación en las demás islas permanece oscura. En la costa de Asia Menor y Creta se asentaron en este periodo, grupos procedentes del mundo micénico o «micenizado» del Egeo, pero no se sabe qué importancia tuvieron; fuera como fuera, iniciaron cambios importantes para estas regiones. En términos más generales, esta crisis se inscribe en un contexto de colapso de las civilizaciones de la Edad del Bronce, que afecta al mundo antiguo desde el Mediterráneo oriental hasta Mesopotamia, y arrasa con varios reinos importantes (en primer lugar los hititas, también Ugarit) y ve el marcado declive de otros (Egipto, Asiria, Babilonia, Elam).

### Búsqueda de las causas

Mapa donde figuran las destrucciones del final de la Edad del Bronce en el área del Egeo y Oriente Medio, así como posibles movimientos migratorios que las acompañaron.

¿Cuáles son las causas del declive de la civilización micénica en este periodo? Más allá de las destrucciones, que no son inéditas en la historia anterior del mundo egeo de la Edad del Bronce, el fenómeno más llamativo es la ausencia de reocupación de los grandes yacimientos y el fin de la administración palaciega, que crea así una ruptura importante, y es lo que ha estimulado las mayores reflexiones. Se han propuesto varias explicaciones. Las que se basan en catástrofes naturales (cambio climático, terremotos, sequía, también epidemias) suelen ser rechazadas pero resurgen con regularidad, y no hay que descartarlas totalmente. Tradicionalmente dominan dos teorías principales: la de los movimientos de población y la de los conflictos internos. La primera atribuye la destrucción de los yacimientos micénicos a los invasores. A veces se invoca a los dorios, a veces a los Pueblos del mar. Ahora se considera que los primeros, a los que se refieren los historiadores griegos posteriores, ya estaban presentes en la Grecia continental con anterioridad, por lo que se tiende a dejar de aceptar la antigua teoría de una invasión doria que arrasó con la civilización de los aqueos, que no aparece en el registro arqueológico y se basa únicamente en argumentos lingüísticos. El movimiento de los pueblos de los Balcanes hacia el Oriente Próximo durante este período, mencionado en inscripciones egipcias que se refieren a los invasores como «Pueblos del Mar», está bien documentado, aunque poco comprendido. Se sabe que estos pueblos participaron en movimientos de población que probablemente fueron responsables de mucha destrucción en Anatolia o en el Levante, pero la cronología de esta destrucción está muy mal establecida. La cultura material que se extendió con estas migraciones tiene, en cualquier caso, fuertes afinidades con el mundo egeo, en particular la de los primeros filisteos que llegaron a Oriente Próximo. La mención de un pueblo llamado Aqweš (que recuerda el término aqueo) en un texto egipcio del siglo XII a. C., ha hecho suponer a algunos estudiosos que los micénicos habrían participado en estos movimientos de población, sobre todo porque los micénicos probablemente se asentaron en Chipre alrededor del año 1200 a. C. Pero, una vez más, estos argumentos siguen siendo indemostrables, y las investigaciones actuales se orientan hacia una visión de grupos que mezclan personas de diversos orígenes (micénicos, egeos micenizados, anatolios, chipriotas). La segunda teoría es que la civilización micénica se derrumbó durante los conflictos sociales internos, provocados por el rechazo del sistema palaciego por parte de los estratos sociales más desfavorecidos, que se empobrecerían al final del periodo heládico tardío. Esta hipótesis se une a veces a la anterior, cuando se intenta mezclar las divisiones sociales con las étnicas (revuelta del pueblo «dórico» reducido a la servidumbre según J. Hooker). Otras propuestas han orientado la búsqueda de explicaciones hacia una lógica de transformación socioeconómica, matizando el catastrofismo: el periodo final de la civilización micénica vería más bien un proceso de recomposición social, de redistribución del poder en la sociedad, que explicaría la desaparición de las élites micénicas y los rasgos característicos de este grupo social (palacios, tumbas, arte, escritura, etc.), pero que afectaría menos al resto de la sociedad. Debido a las incertidumbres cronológicas, es difícil ser más preciso, y las explicaciones basadas en una única causa parecen excluidas: se trata de un fenómeno complejo basado en varios factores, en el que interviene un «efecto bola de nieve» que hace que la situación sea cada vez menos controlable y explica la magnitud del colapso y el aspecto caótico de la situación que sigue a las destrucciones.

### Hacia la «Edad Oscura»
Fueran cuales fueran las causas, la civilización micénica desapareció definitivamente en los últimos años del Heládico reciente IIIC, cuando Micenas y Tirinto fueron destruidos de nuevo, luego abandonadas, y se convirtieron en lugares menores para el resto de su existencia. Este final, que hay que datar en los últimos años del siglo XII a. C. o poco después, se produce al final del largo declive de la civilización micénica, que tardó un siglo largo en extinguirse. En lugar de una ruptura abrupta, la cultura micénica se desintegró gradualmente. Después, sus principales características se perdieron y no se conservaron en períodos posteriores. Así, a finales de la Edad del Bronce tardía, los grandes palacios reales, sus registros administrativos en escritura lineal B, las tumbas colectivas y los estilos artísticos micénicos no tuvieron continuidad: todo el «sistema» de la civilización micénica se derrumbó y desapareció. No quedó rastro de la élite; el hábitat estaba formado por pueblos o aldeas agrupados sin edificios públicos o de culto; la producción artesanal perdió mucha variedad y se volvió esencialmente utilitaria; las diferencias en la producción cerámica y las prácticas funerarias son fuertes incluso entre regiones vecinas. El inicio del siglo XI a. C. abrió un nuevo contexto, el de la fase «submicénica», cuyo material cerámico era considerablemente pobre en comparación con las fases palaciales Grecia volvió a entrar entonces en la Edad Oscura de la tradición historiográfica, que marca la transición de la Edad del Bronce a la Edad del Hierro, y hacia las tradiciones cerámicas «geométricas» (el periodo protogeométrico comienza hacia mediados del siglo XI a. C.). Las culturas que se desarrollaron tras el colapso de la civilización micénica estaban menos abiertas al exterior, sus élites eran menos ricas y su organización socioeconómica era menos compleja, aunque se ha matizado el panorama pesimista que prevalecía anteriormente.

## Continuidad y memoria
La ruptura creada por los «siglos oscuros» es tal que la civilización micénica parece caer en el olvido y sus características sociales y políticas desaparecen. En el aspecto cultural, se debaten los elementos de continuidad. Un primer punto es el hecho de que la lengua griega se conserve durante este periodo, aunque se olvide la escritura micénica, y que al final de la Edad Oscura los griegos se dirigieran al Próximo Oriente para adoptar su alfabeto. El vocabulario del periodo micénico puede entenderse porque tiene mucho en común con el del griego antiguo, pero los significados de las palabras sufren notables cambios entre periodos, lo que hace referencia a los cambios que se producen en la civilización de Grecia. La arqueología también muestra muchos cambios, como se ha visto anteriormente: el sistema palacial micénico desaparece alrededor del 1200 a. C., y luego los demás rasgos materiales de la civilización micénica desaparecen en el transcurso del siglo XII a. C., en particular sus estilos cerámicos. El abandono de muchos yacimientos micénicos es otro indicador de la radicalidad de la ruptura que se produjo en esa época, así como de los cambios en las prácticas de enterramiento, asentamiento y también en las técnicas arquitectónicas. Se derrumba un sistema, luego una civilización, y se gesta algo nuevo, sobre nuevos cimientos. El hecho de que los datos arqueológicos sigan siendo limitados nos impide, sin embargo, medir plenamente el alcance de la ruptura que se produjo, sus modalidades y su ritmo.
La cuestión del alcance de la ruptura entre la Edad del Bronce y la Edad Oscura se plantea a menudo en el ámbito de la religión. Las tablillas micénicas han indicado que los griegos de este periodo ya adoraban a las principales deidades conocidas de las épocas arcaica y clásica, con algunas excepciones. Pero la estructura del panteón parece mostrar diferencias significativas, y son pocas las continuidades que se desprenden del estudio de los rituales y el vocabulario religioso, aunque el sacrificio a los dioses era ya el acto central del culto, siguiendo unos principios que parecen corresponderse con los de los períodos históricos. Además, poco o nada se sabe de las funciones y poderes que encarnaban las deidades del periodo micénico, por lo que la comparación suele limitarse a los nombres: pero nada permite afirmar que el Zeus del periodo micénico tenga los mismos aspectos que el de los periodos arcaico y clásico. En cuanto a la cuestión de la continuidad de los lugares de culto, no es más obvia de resolver: ciertamente hay huellas de ocupación micénica en ciertos santuarios importantes de la antigüedad clásica (Delfos, Delos), pero nada indica con seguridad que se traten de santuarios. De hecho, muy a menudo, cuando hay continuidad de ocupación, surge un santuario durante la Edad Oscura de un sitio micénico que no tiene una función religiosa evidente, con algunas excepciones (como Epidauro o Agia Irini, esta última en la isla de Ceos). Esto implica al menos la conservación de un recuerdo del periodo micénico, aunque sea borroso, que asegura la continuidad de la ocupación e incluso la atribución de un aspecto sagrado a un yacimiento. Pero los santuarios del primer milenio a. C., con sus templos y témenos, no se parecen en nada a los identificados para el periodo micénico, lo que parece indicar una profunda ruptura en las creencias y prácticas religiosas.
Otra cuestión recurrente es hasta qué punto las narraciones homéricas, y más ampliamente los ciclos épicos, proporcionan información sobre el periodo micénico. Esto se remonta a la época de los descubrimientos de Schliemann, quien vincula explícitamente sus hallazgos en Micenas y Troya con las epopeyas homéricas (que guiaron sus investigaciones), y en ello le siguen los historiadores y arqueólogos de las décadas siguientes. Uno de los pioneros de la historia de la religión y la mitología griegas, Martin P. Nilsson, consideraba que las narraciones heroicas se referían al periodo micénico, ya que varios lugares importantes de este periodo se presentan como reinos principales (Micenas, Pilos), y también que documentan un periodo en el que la institución real es primordial, lo que corresponde bien a la época micénica. Además, vio en la iconografía micénica antecedentes de ciertos mitos griegos. Pero estas interpretaciones distan mucho de ser unánimes, ya que las imágenes micénicas son objeto de varias explicaciones muy divergentes, varios lugares importantes del periodo micénico no están atestiguados en los textos épicos y algunos reinos importantes de las epopeyas no han dejado rastro de la época micénica (en primer lugar Ítaca, la patria de Odiseo). Desde la década de 1950, con la traducción de las tablillas micénicas, que permitió mejorar el conocimiento de esta civilización, luego los trabajos de M. I. Finley, y los descubrimientos arqueológicos que siguieron, el consenso que ha surgido es que los textos homéricos no describen el mundo micénico, que era muy anterior a la época de su escritura (alrededor de la segunda mitad del siglo VIII a. C.) y muy diferente de lo que se muestra en estos relatos. Se ha propuesto que los textos no se basan en la época micénica, sino en la sociedad del período de su redacción y en la del período inmediatamente anterior (es decir, la Edad Oscura), añadiendo al mismo tiempo reminiscencias de la época micénica. Así, se ha propuesto que los textos homéricos conservarían algunos recuerdos auténticos de las tradiciones rituales de la Edad del Bronce. En un pasaje de la Ilíada (X,260-271) se describe con precisión un casco de colmillos de jabalí similar a los conocidos en la época micénica), mientras que este tipo de objeto es desconocido en el período homérico, lo que indica que el conocimiento de algunos elementos de la cultura material micénica puede haber sobrevivido.